# Brandenburgisches Jäger-Bataillon Nr. 3
Das Brandenburgische Jäger-Bataillon Nr. 3 war ein Infanterieverband der Preußischen Armee.

## Geschichte und Formierung

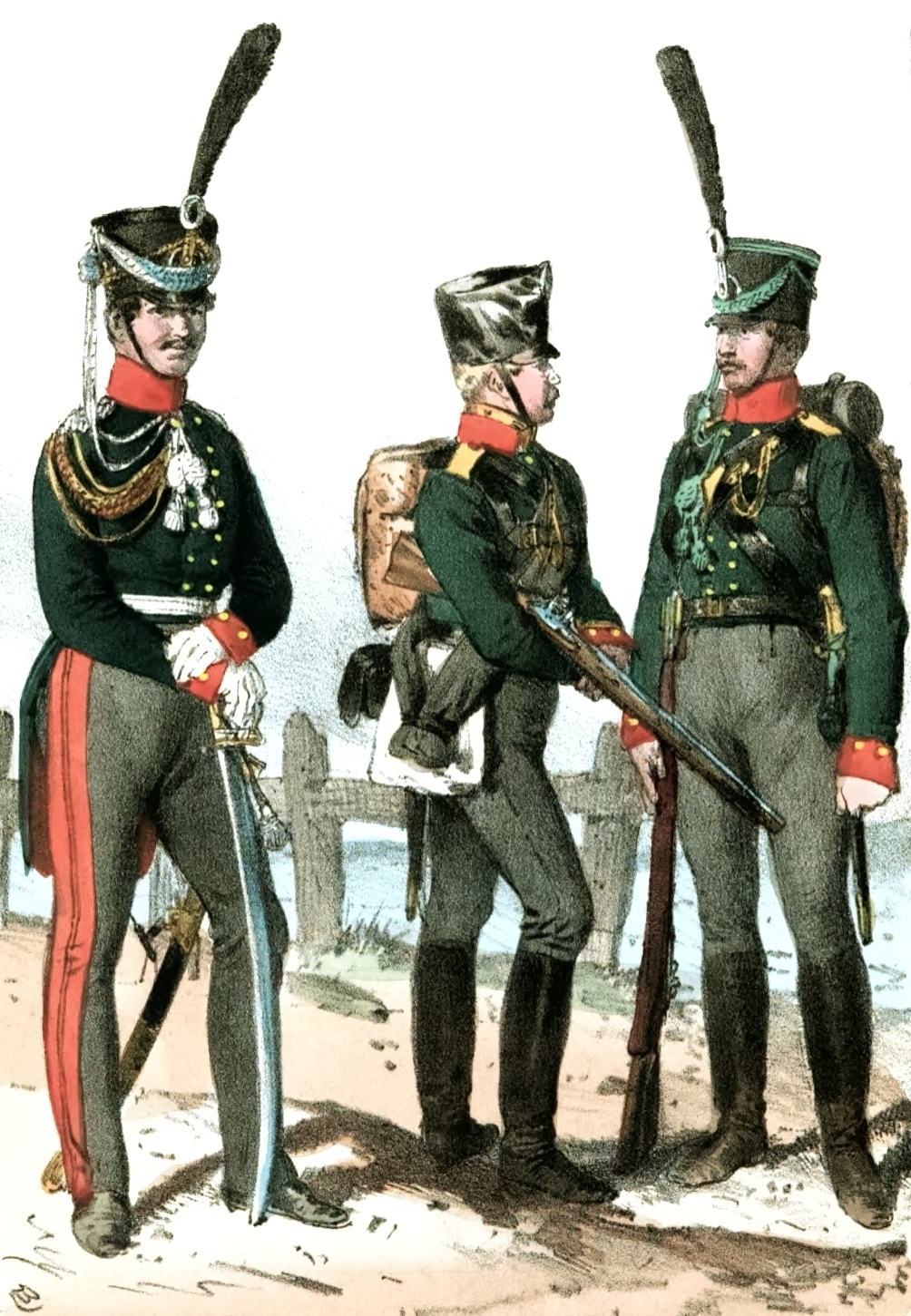
Jäger im Jahr 1815.

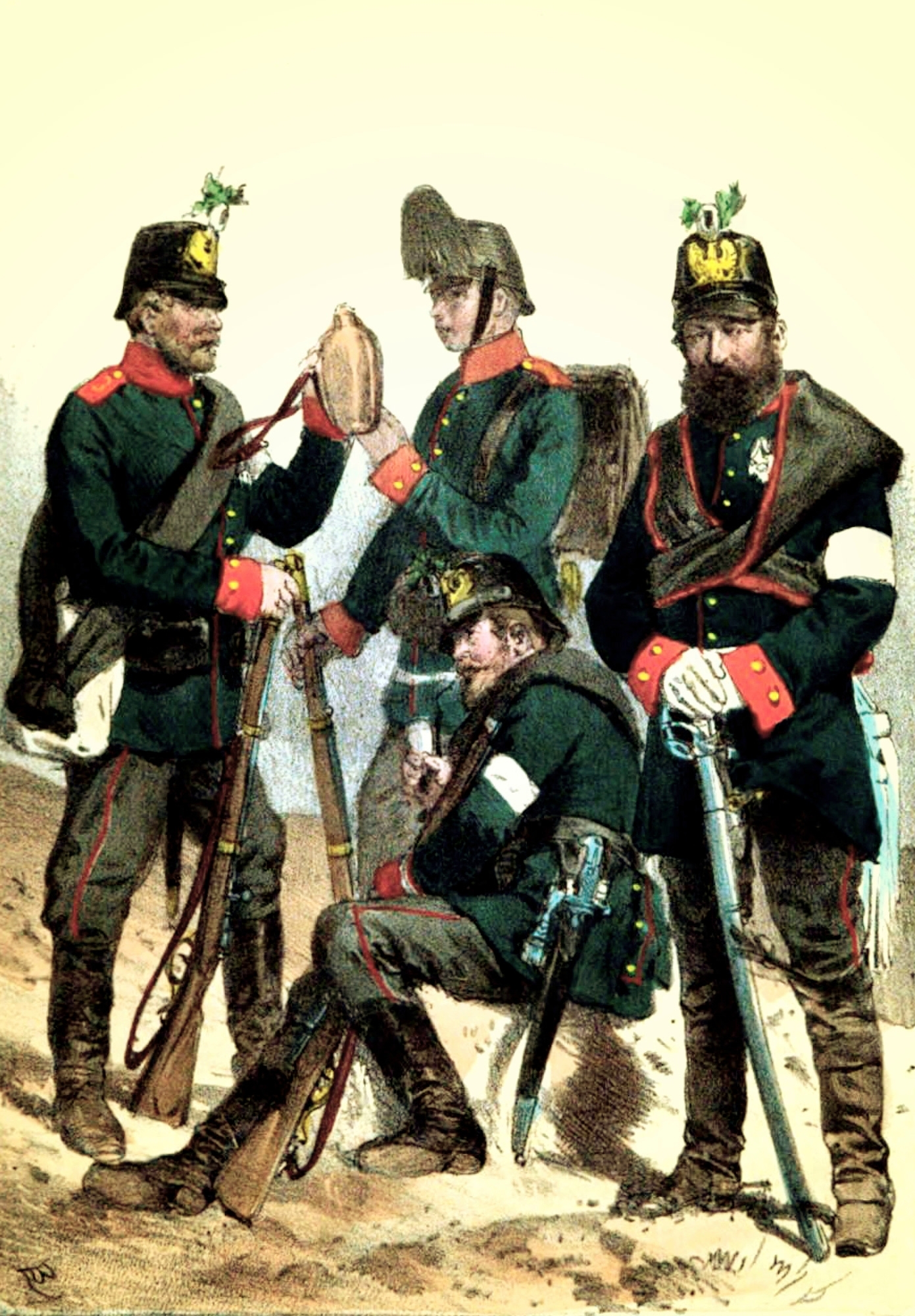
Jäger im Jahr 1864.

Die Ursprünge der preußischen Jägertruppe lassen sich bis ins Jahr 1744 zurückverfolgen, in diesem Jahr ließ Friedrich der Große ein aus Freiwilligen bestehendes „Feldjägerkorps zu Fuß“ zusammenstellen. Die Freiwilligen, vorzugsweise Forstleute, Söhne von Forstbediensteten und Jägerburschen. Sie sollten sich später unter anderem im
Vierten Koalitionskrieg 1806/07 bewähren. So kämpften die preußischen Jäger unter Führung von Oberst Ludwig Yorck von Wartenburg erfolgreich im Gefecht von Altenzaun.
In den Befreiungskriegen 1813–15 bewährten sich die preußischen Jäger erneut, dies sollte letztlich auch die Entscheidung über die Neuaufstellung eines weiteren Jägerverbandes beeinflussen. Daher befahl König Friedrich Wilhelm III. am 21. Juni 1815 seinem Kriegsminister Hermann von Boyen die Aufstellung eines weiteren Jägerbataillons, dem 2. (Magdeburgischen) Jäger-Bataillon, dessen Stamm von der kampferprobten Jägerkompanie der Russisch-Deutschen Legion, dem Banner Freiwilliger Sachsen und dem Sächsischen Jäger-Bataillon gebildet wurde. Mit der Aufstellung des Bataillons wurde Hauptmann Ferdinand von Logau betraut. Bis Dezember 1818 verblieb das neu aufgestellte Jäger-Bataillon als Besatzungstruppe in Frankreich. Nach Beendigung des Einsatzes in Frankreich verlegte man das Bataillon in die Heimat, um dort die neue Garnison in Halle (Saale) zu beziehen.
Am 13. April 1821 fand dann eine Teilung in die 3. und 4. Jäger-Abteilung statt. Die 3. (Brandenburgische) Jäger-Abteilung, jetzt dem kommandierenden General des III. Armee-Korps direkt unterstellt, wurde im Anschluss nach Grünberg in Schlesien verlegt, bis sie schließlich am 28. September 1827 die Lübbener Bürgerquartiere bezogen. Mit der A.K.O. vom 21. November 1848 wurde die Bildung weiterer Jäger-Bataillone befohlen. Im Zuge dessen erhielt die 3. (Brandenburgische) Jäger-Abteilung eine 3. Kompanie, um nachfolgend das neu zu formierende 3. Jäger-Bataillon zu stärken. Aus der 3. Jäger-Abteilung des 2. (Magdeburgischen) Jäger-Bataillons war nunmehr das 3. Jäger-Bataillon hervorgegangen. Eine 4. Kompanie wurde dann auf Grundlage der A.K.O. vom 7. Juni 1852 gebildet.
Am 4. Juli 1860 erhielt das 3. Jäger-Bataillon die Bezeichnung Brandenburgisches Jäger-Bataillon Nr. 3. 1866 wurden Teile zur Errichtung der Jäger-Bataillone Nr. 9 und Nr. 11 abgegeben. In den darauffolgenden Jahren blieb die Gliederung des Bataillons nahezu unverändert.
Anfang des neuen Jahrhunderts erfuhr die deutsche Infanterie eine Steigerung der Kampfkraft durch Aufstellung neuer Einheiten und vorgenommener Umstrukturierungen. Auf Grundlage der A.K.O. vom 20. März 1902 wurde daher dem Bataillon zum 1. Oktober 1902 die Maschinengewehr-Abteilung Nr. 7 angegliedert, welche bis 1913 dem Bataillon angehörte. Nachfolgend wurde eine Maschinengewehrkompanie und eine Radfahrkompanie aufgestellt.
Infolge der Mobilisierung des Feldbataillons vom 2. August 1914 wurde eine in zwei Kompanien gegliederte Ersatzabteilung aufgestellt. Des Weiteren kam es zur Aufstellung des Ersatz-Jäger-Bataillons Nr. 3, das von Major von dem Knesebeck befehligt wurde.
1915 wurde eine zweite Radfahrerkompanie gebildet. Die beiden Lübbener Radfahrerkompanien wurden später der 2. Kavallerie-Division direkt unterstellt.
Am 6. Juni 1916 erfuhr das Lübbener Jäger-Bataillon tiefgreifende Veränderungen. Auf Weisung der Obersten Heeresleitung wurde das Bataillon zum Jäger-Sturm-Bataillon umformiert. Im Zuge der Umformierung, erhielt das Bataillon eine Minenwerferabteilung, einen Flammenwerferzug und eine Infanterie-Geschütz-Batterie zugeteilt. Die Minenwerfer-Abteilung war zuvor im Minenwerfer-Park Köln neu aufgestellt worden. Die ebenfalls neu angegliederte Infanterie-Geschütz-Batterie Nr. 3 kam vom Sturmbataillon „Rohr“. Der neu zugeteilte Flammenwerfer-Zug war hingegen eine Abgabe des 2. Garde-Pionier-Ersatz-Bataillons.
Im Zuge der Umformierung zum Sturmbataillon wurde auch der Mannschaftsstamm teilweise ausgetauscht. Der neu zugeführte Ersatz entstammte vorwiegend dem Ersatz-Jäger-Bataillon Nr. 5. Der Dienst in einem Sturmbataillon stellte hohe Anforderungen an die körperliche Eignung, die bei einigen Jägern jedoch nicht gegeben war.
Ende Dezember 1916 wurde die 1. Maschinengewehrkompanie geteilt, woraufhin sich die 2. Maschinengewehrkompanie bildete. Der Waffenbestand wurde ebenso geteilt, somit verfügte jede Kompanie über sechs Maschinengewehre.
In den viereinhalb Jahren des Krieges dienten insgesamt 4052 Soldaten im Bataillon.

## Garnison

### Bürgerquartiere Lübben
Die Jäger-Kompanien waren bis April 1883 in dezentralen Bürgerquartieren untergebracht. Die Quartiershäuser verteilten sich auf das gesamte Lübbener Stadtgebiet und wurden von den Eigentümern gegen eine entsprechende Entschädigung bereitgestellt bzw. vermietet. Innerhalb der Stadt wurden dem Bataillon dann noch weitere Gebäude zur Nutzung überlassen, so diente als Hauptwache ein Gebäude am Markt und eine alte Turnhalle am Kleinen Hain wurde als Exerzierhalle genutzt.

### Kaserne Lübben

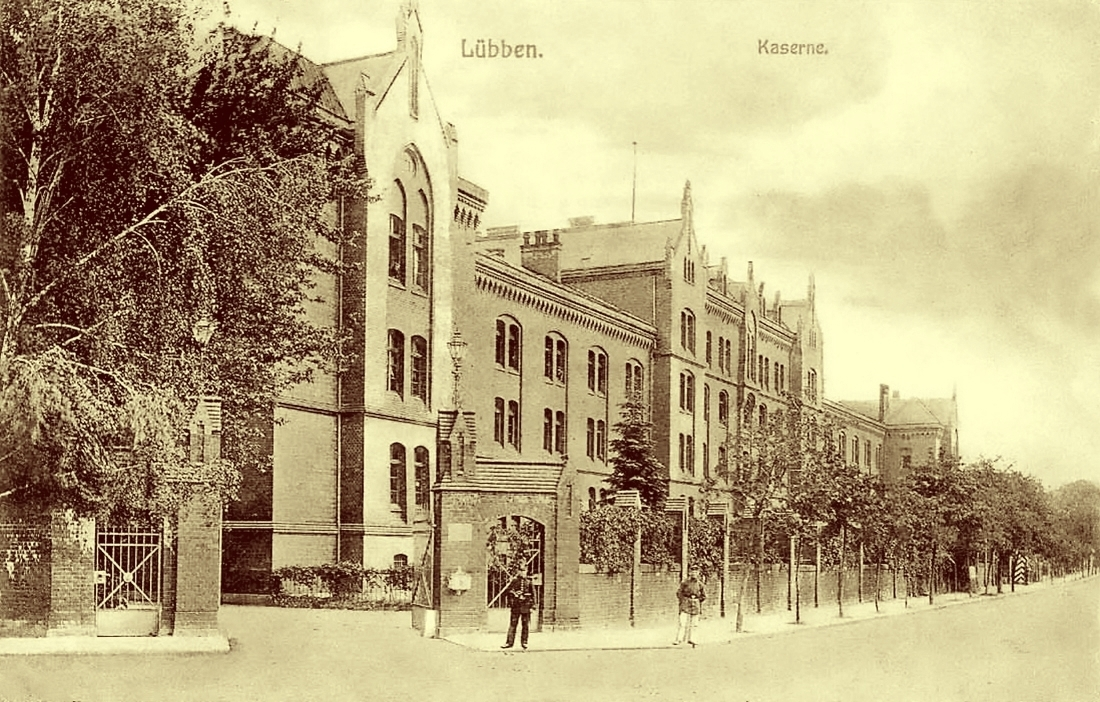
Jägerkaserne Lübben, Zufahrt.

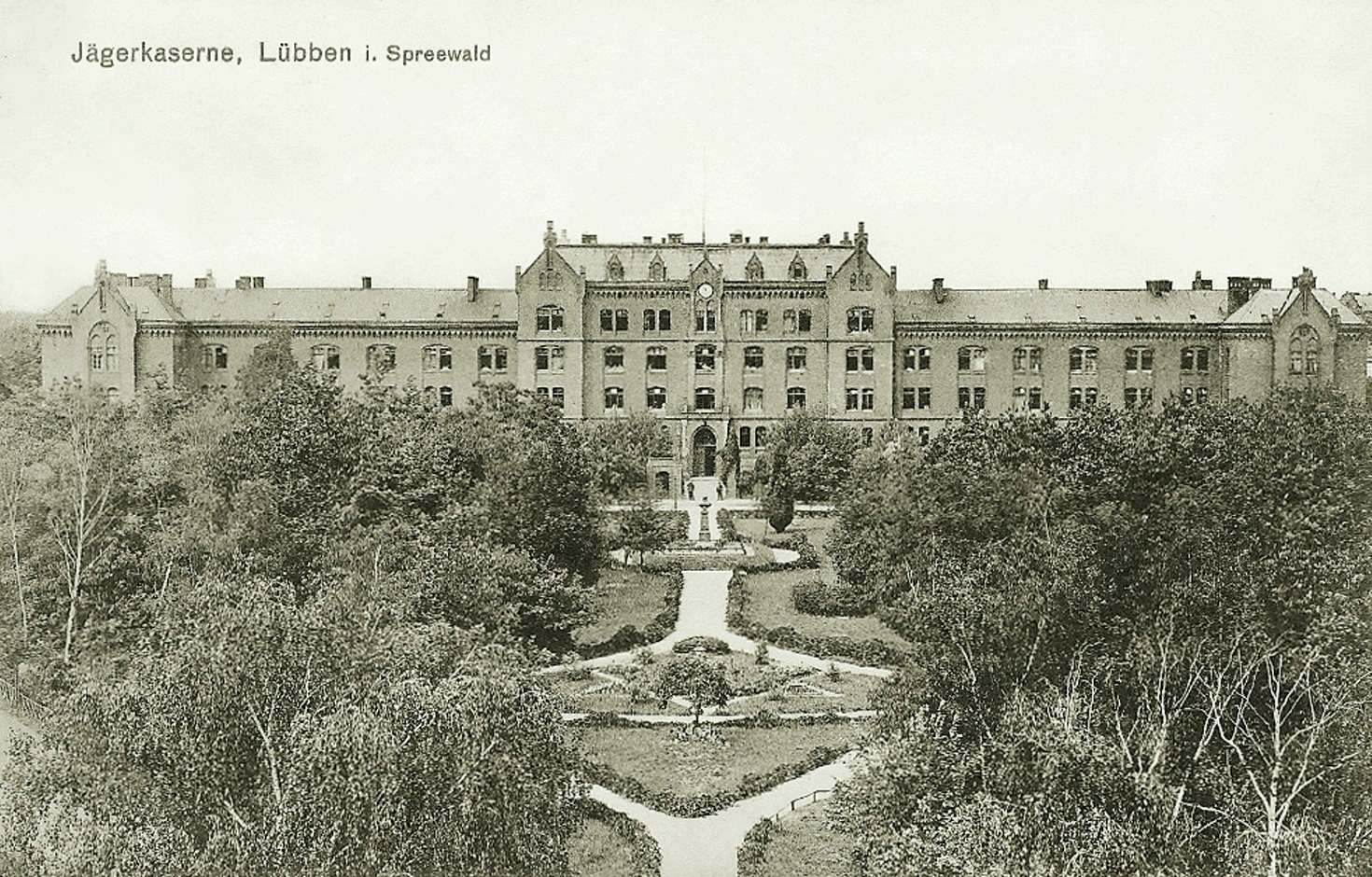
Jägerkaserne Lübben um 1910.

Am 1. April 1883 bezogen die Jäger das im neugotischen Baustil errichtete Hauptgebäude der Jägerkaserne am Hauptbahnhof. Zum Kasernement gehörte das luxuriös eingerichtete Offizierskasino in der Bergstraße, das im Jahr 1908 erbaute Standortlazarett und die Militär-Badeanstalt an der Spree. Nach Angliederung der Maschinengewehr-Abteilung Nr. 7 wurden zusätzliche Baracken sowie Ställe und eine Reithalle errichtet. Im Jahr 1913 wurde die Kasernenanlage erneut erweitert, diese bauliche Erweiterung diente der Unterbringung der neu gebildeten Radfahrerkompanie. Bis 1919 in der Nutzung des Brandenburgischen Jäger-Bataillons Nr. 3, ging das Kasernement in die Nutzung der Reichswehr über. Mitte der 1930er Jahre, nach der Machtergreifung der Nationalsozialisten, wurde das Kasernement Lübben um weitere Gebäude erweitert und verblieb bis Mai 1945 in der Nutzung der Wehrmacht. Nach Kriegsende folgte eine weitere militärische Nutzung durch die sowjetischen Streitkräfte (GSSD). Die von der Reichswehr bzw. Wehrmacht errichteten Neubauten wurden bis 1991 von sowjetischen Panzer- und Nachrichteneinheiten genutzt.
Der imposante neogotische Bau wurde 1945 ein Opfer der Flammen und 1950 abgetragen.

#### Innengestaltung

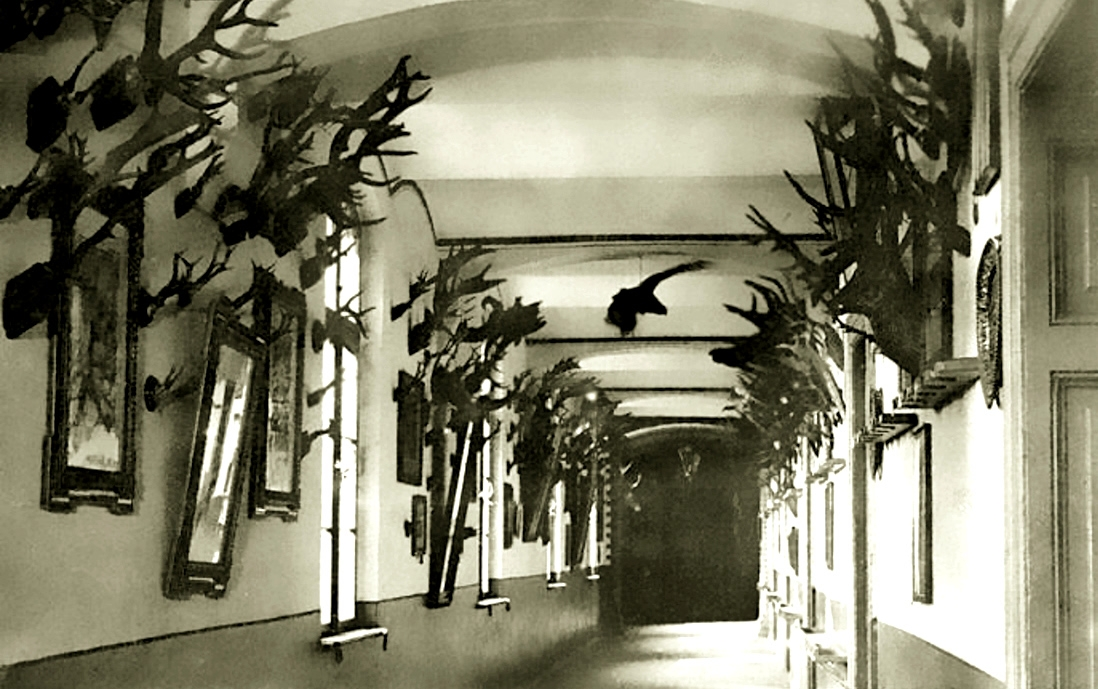
Korridor mit Jagd-Trophäen.

Mit den Jahren bekam das Innere der Kaserne immer mehr den Charakter eines Jagd-Museums. Die Flure der Kompaniereviere und das Oberjäger-Kasino waren mit Jagdtrophäen geschmückt, die meist von ehemaligen Jägern gestiftet wurden. Hinzu kamen noch die Gedenktafeln für die Gefallenen, die Porträts ehemaliger Lübbener Jäger und die Bilder mit Jagdmotiven.
Auch ein kleines Forst-Museum wurde für die angehenden Forstleute eingerichtet, welches zahlreiche Anschauungsobjekte aus dem heimischen Wald beherbergte.

### Garnisonslazarett
Zum Kasernement gehörte auch ein Lazarett, welches 1830 erbaut wurde. Es lag an der zum Lübbener Bahnhof führenden Logenstraße, einige hundert Meter vom Luckauer Tor entfernt. Seinen regulären Betrieb nahm das mit 25 Betten ausgestattete Militärkrankenhaus am 1. Oktober 1835 auf. In dem knapp einen Kilometer von der Jägerkaserne gelegenen Lazarett sorgten ein Stabsarzt und zwei Militär-Krankenwärter für das Wohlergehen der Erkrankten.

### Standortübersicht
| Standort              | Zeitraum                                  |
| --------------------- | ----------------------------------------- |
| Halle (Saale)         | 26. Dezember 1818 bis 1. November 1821    |
| Grüneberg (Schlesien) | 13. November 1821 bis August 1827         |
| Lübben                | 28. September 1827 bis 14. September 1830 |
| Halle (Saale)         | 22. September 1830 bis 20. März 1831      |
| Brandenburg (Havel)   | 26. März 1831 bis 17. September 1832      |
| Lübben                | 23. September 1832 bis Auflösung 1919     |

## Einsatzgeschichte

### Spandau 1832
Die 3. Jäger-Abteilung erhielt im April 1832 den Befehl nach Spandau zu verlegen, um dort während der Frühjahrs-Übungszeit des Gardekorps den Wachdienst zu versehen. Am 11. April marschierte die Abteilung von Brandenburg nach Spandau. Der folgende Einsatz dauerte bis zum 25. Mai.

### Einsatz im Landesinneren 1848
Im März 1848 wird auch Preußen von revolutionären Unruhen erfasst, daher wurde ein Teil der preußischen Armee mobilisiert, darunter auch die 3. Jäger-Abteilung. Folgend kam es zum Einsatz des preußischen Militärs, welcher dem Machterhalt der Obrigkeit dienen sollte.
Am 6. April wurde ein Jäger-Detachement nach Luckau entsandt. Dort sollte das Detachement die Aufständischen bekämpfen und die Aufrechterhaltung von „Ruhe und Ordnung“ gewährleisten. Ein weiteres Kommando wurde am 21. April mit selbigem Auftrag nach Cottbus entsendet. Der befehlsgemäße Auftrag der Lübbener Jäger beschränkte sich auf den Wach- und Patrouillendienst. Zum Waffeneinsatz kam es nicht, vielmehr setzte man auf die einschüchternde Wirkung des Militäreinsatzes.
Das Cottbuser Detachement konnte seinen Einsatz am 29. Mai beenden. Das in Luckau eingesetzte Detachement beendete seinen Einsatz am 13. Juni.
Nach dem Kriegseinsatz in Schleswig-Holstein verlegte die 3. Jäger-Abteilung vorerst nach Potsdam. Ab dem 10. November 1848 wurden die Lübbener Jäger dann in Berlin eingesetzt, als Teil der 13.000 Mann starken preußischen Truppe, welche die Unruhen in Berlin beenden sollte. Mit dem Ende des von General von Wrangel ausgerufenen Belagerungszustandes und der Entwaffnung der Berliner Bürgerwehren endete auch dieser Einsatz der Jäger.

### Schleswig-Holsteinischer Krieg 1848
Im Zuge der Mobilisierung des deutschen Bundesheeres rückten die brandenburgischen Jäger am 14. Juni 1848 aus Lübben aus, um folgend per Eisenbahn nach Rendsburg transportiert zu werden.
Im Schleswig-Holsteinischen Krieg kämpften die 1. und 2. Kompanie der 3. Jäger-Abteilung – der Infanterie-Brigade von Bonin zugeteilt – in den Gefechten und Scharmützeln des Feldzuges. Die Lübbener Jäger wurden vorwiegend im Patrouillen- und Vorpostendienst eingesetzt, dessen Ziel es war, die dänischen Landungsversuche frühzeitig zu erkennen und abzuwenden. Diese Patrouillen bestanden aus einem Oberjäger und 10 Jägern und konnten bei Notwendigkeit auf bis zu 30 Jäger verstärkt werden. Erwähnenswert ist, dass die anfänglichen Wach- und Patrouillendienste im engen Verbund mit den Ziethen Husaren durchgeführt wurden.
Am 5. August kam es bei Kolding zum ersten Zusammentreffen mit dem Gegner. Während der Aufklärungs-Patrouille der 1. Jäger-Kompanie entwickelte sich dort ein Scharmützel mit einer halben Eskadron dänischer Dragoner. Die am 17. August durchgeführte Patrouille gegen Wonsild bildete den Abschluss der Gefechtstätigkeit. Ende August wurde die Abteilung dann nach Hadersleben verlegt, wo sie erneut zur Strandbewachung zum Einsatz kam.
Nach dem Waffenstillstand trat die 3. Jäger-Abteilung am 2. September 1848 den Rückmarsch in die Heimat an. Ziel war jedoch nicht Lübben, sondern Potsdam. In Potsdam verblieben die Jäger vom 18. September 1848 bis zum 15. Januar 1849.

#### Einsatzkalender
- 23. Juni – Strandwache in Bockholm (2. Kompanie)
- 04. Juli – Sicherung der jütischen Grenze zwischen Wandrup und der Koldinger Bucht
- 05. August – Aufklärungs-Patrouille über Wonsild gegen Kolding
- 17. August – Patrouille gegen Wonsild

### Einsatz im Landesinneren 1849
Auch Anfang des Jahres 1849 kam es zu Unruhen in den Städten der Niederlausitz. Aus diesem Grund wurde das Bataillon erneut zur Wiederherstellung von „Ruhe und Ordnung“ zum Einsatz gebracht. Die folgend eingesetzten Detachements hatten eine Mannschaftsstärke von bis zu 100 Mann.
Einer der Einsätze führte am 29. Januar nach Luckau, wo vorhergehend von Teilen der Bevölkerung versucht wurde das örtliche Gefängnis zu stürmen. Luckau wurde folgend immer wieder zum Einsatzort der Brandenburger Jäger.

#### Einsatzkalender
- 14. bis 24. März – Einsatz in Kalau
- 01. bis 17. Mai – Entsendung nach Straupitz
- 19. Mai bis 4. Juni – Aufrechterhaltung der Ruhe in Lübbenau
- 14. Juni bis 2. Juli – Erneute Entsendung nach Lübbenau
- 04. bis 12. September – Aufrechterhaltung der Ordnung bei einer Schwurgerichtsverhandlung in Cottbus
- 13. November bis 23. Dezember – Einsatz in Ogrosen bei Vetschau, Niederhaltung eines Aufstandes

### Grenzschutz 1850
Aufgrund der Herbstkrise von 1850 kam das Bataillon erneut zum Einsatz. Am 8. Oktober rückte das Bataillon aus, um folgend in den Divisionsverband des Fürsten Radziwill einzutreten. In Schleida wurde dann die halbe 3. Kompanie zur Beobachtung der bayerischen Grenze eingesetzt. Der Großteil des Bataillons begab sich jedoch am 2. November in Richtung Fulda. Nach Ankunft in Fulda, übernahmen die Jäger südlich der Stadt den Vorpostendienst. Die Jäger bauten folgend ihre Verteidigungsstellung aus, kleine Schanzen wurden errichtet und Schützengräben anlegt. Bereits am 9. November wurde das Bataillon erneut verlegt, diesmal nach Friedewald und Herta bei Hersfeld in Hessen. Dort verblieben die Lübbener Jäger bis zum 11. Dezember. Nach dem Rücktransport mit dem Ziel Herzberg, einer Parade in Berlin und dem folgenden Aufenthalt in Frankfurt (Oder), zogen die Jäger am 12. Februar 1851 wieder in die Garnison Lübben ein.

### Kriegsbereitschaft 1859
Aufgrund der kriegerischen Handlungen im Zusammenhang mit dem Sardinischen Krieg versetzte man die deutsche Bundesarmee in Kriegsbereitschaft. Daraufhin erhielt auch das Bataillon am 20. April 1859 die Kriegsbereitschaft-Ordre. Am 14. Juni folgte schließlich der Befehl zur Mobilmachung. Zum 12. Juli rückte das Bataillon in Kriegsstärke aus, mit dem Ziel Jüterbog. Kurz nach Ankunft in Jüterbog erreichte das Bataillon allerdings der Befehl zur Rückkehr. Der am 11. Juli 1859 in Villafranca geschlossene Vorfrieden machte einen Einsatz unwahrscheinlich. Am 20. Juli traf das Jägerbataillon wieder in Lübben ein.

### Patrouillendienst 1863
In seiner Bestehenszeit wurde das Bataillon des Öfteren zur Unterstützung der Landgendarmerie eingesetzt. Ein solch besonderer Fall ereignete sich im Februar 1863. Nach der Flucht eines Raubmörders aus dem Luckauer Gefängnis, benötige die örtliche Gendarmerie dringende Unterstützung. So war es naheliegend, die Lübbener Jäger zum Einsatz zu bringen. Ein Detachement von 67 Jägern wurde folgend für diesen Einsatz zusammengestellt. Anschließend verließ das nunmehr einsatzfähige Kommando am 16. Februar die Lübbener Kaserne. Zunächst begaben sich die Jäger in die Gegend von Drehna. Nach mehreren Tagen des Patrouillendienstes konnten die Lübbener Jäger den Entflohenen schließlich am 24. Februar in seinem Unterschlupf beim Dorf Babben aufspüren. Dieser sah sich in einer aussichtslosen Lage und erschoss sich selbst. Die ausgesetzte Belohnung für die Ergreifung von 100 Thaler wurde an einen Oberjäger und zwei Jäger der 4. Kompanie ausbezahlt. Der Einsatz endete am 26. Februar 1863.

### Deutsch-Dänischer Krieg 1864
Am 16. Januar 1864 erhielt das Lübbener Bataillon die Ordre seinen Etat auf 802 Mann zu erhöhen. Grund war der drohende Krieg mit Dänemark. Die Mannstärke wurde schließlich am 27. Januar erreicht. Nach erfolgter Mobilisierung vom 5. Februar rückte das Bataillon am 9. Februar mit einer Gesamtstärke von 724 Mann aus.
Im folgenden Deutsch-Dänischen Krieg kämpfte das Bataillon im Verband des I. preußischen Armeekorps und war ferner an der Erstürmung der Düppeler Schanzen beteiligt.
Nach Beendigung der Kampfhandlungen kehrte das Bataillon am 22. Dezember 1864 in seine Garnison zurück.

#### Gefecht von Kjär
Während des Gefechts von Kjär am 29. Juni – jetzt der 26. Infanterie-Brigade unter Generalmajor von Goeben zugeteilt – wurde Major von Witzleben durch einen Brustschuss schwer verletzt. Das Bataillon konnte dennoch erfolgreich die Offensivbewegung der Dänen unterbinden, welche eine Trennung der 12. und 26. Infanterie-Brigade bewirken sollte. Die Gesamtverluste beliefen sich auf 4 Tote und 22 Verletzte.

#### Einsatzkalender
- 22. Februar – Gefecht bei Wielhoi[30]
- 17. März – Gefecht bei Rackebüll-Düppel (ohne 3. Kompanie)[31]
- 29. März bis 17. April – Belagerung der Düppeler Schanzen
- 18. April – Erstürmung der Düppeler Schanzen (ohne 1. Kompanie)[32]
- 29. Juni – Übergang nach Alsen[33] (Gefecht von Kjär)

### Deutscher Krieg 1866
Am 24. Juni 1866 marschierte das Bataillon im Verband der 6. Infanterie-Division in Böhmen ein, in der folgenden Schlacht bei Königgrätz wurden die Brandenburger Jäger als Reserve vorgehalten. Insgesamt wurden am 3. Juli 1866 drei Jäger getötet und 18 Jäger verletzt. Die Verluste waren eine Folge des feindlichen Artilleriebeschusses auf den Bereitstellungsraum der Reserve.
Im Verband des III. Armee-Corps marschierten die Jäger-Kompanien weiter in Richtung Wien, bis sie am 22. Juli in Bockfließ anlangten. Am selbigen Tag wurde der Waffenstillstand verkündet, damit endeten die Kampfhandlungen und der weitere Vormarsch. Nach dem Friedensschluss kehrten die Lübbener Jäger am 3. Oktober in ihre Garnison zurück.

### Deutsch-Französischer Krieg 1870/71
Am 16. Juli 1870 erhielt das Brandenburgische Jäger-Bataillon Nr. 3 den Befehl zur Mobilmachung. Nach erfolgter Mobilisierung, zog das Bataillon mit einer Gesamtstärke von 1048 Mann in den Krieg gegen Frankreich und wurde am 24. Juli 1870 auf dem Schienenweg nach Saarbrücken transportiert.
Am 6. August kam es dann zur Schlacht um die Spicherer Höhen. Im Verlauf der Schlacht wurde das Bataillon erfolgreich im Gefecht um das Dorf Stiring-Wendel eingesetzt.
In der Nacht zum 16. August 1870 überschritt das Bataillon im Verband der II. Armee die Mosel in Höhe von Gorze. Nach den ersten Gefechten, beteiligte sich das Bataillon an der Belagerung von Metz, wo folgend mehrere Ausfälle der Franzosen abgewehrt wurden. Nach der Belagerung von Metz rückte das Bataillon weiter in Richtung Loire vor. Dort kam es dann zu ersten Gefechten mit neu formierten französischen Verbänden bei Beaune-la-Rolande und Nancray. In der Schlacht von Beaune-la-Rolande am 28. November konnte der Einsatz des Bataillons im Verband der 5. Infanterie-Division entscheidend zur Niederlage der Franzosen beitragen. Während der Verfolgung der Franzosen kam es dann zu weiteren Gefechten. Nachfolgend beteiligten sich die Brandenburger Jäger an der Schlacht von Orléans. Bis zum Januar des Jahres 1871 folgten weitere Aufklärungsgefechte, bevor am 10. Januar die mehrtägige Schlacht bei Le Mans begann, welche am 14. Januar mit dem Einmarsch der Preußen in die Stadt endete. Bis zur Ausrufung des Waffenstillstandes am 31. Januar wurden noch weitere Unternehmungen zur Aufklärung durchgeführt. Am 10. Mai kam es dann zu Friedensschluss, so dass die Lübbener Jäger in ihre Heimatgarnison zurückkehren konnten, wo sie am 6. Juli 1871 einrückten.
In den Kämpfen starben acht Offiziere, vier Feldwebel, 28 Oberjäger und 279 Jäger, somit 319 Kombattanten, damit 32 % der Bataillonsstärke.

#### Gefecht im Wald von Vionville
Am 16. August um 9.00 Uhr passierte das Bataillon den verlassenen Ort Gorze, nur wenig später sollten die Jäger in schwere Gefechte verwickelt werden.
Die Vorhut des „III. Armee-Korps“ meldete ihrem Befehlshaber Generalleutnant von Alvensleben, dass die Franzosen zwischen Vionville und Rezonville ihr Lager bezogen hätten, jedoch konnte die Stärke der feindlichen Truppen nicht eingeschätzt werden. Der Kommandeur des III. Armee-Korps befahl trotzdem den Angriff. Die Verbände gingen gegen 9.30 Uhr zum Angriff über, darunter auch das Brandenburgische Jäger-Bataillon Nr. 3 und das Infanterie-Regiment „von Stülpnagel“ (5. Brandenburgisches) Nr. 48. Angriffsziel der Jäger war der Wald von Vionville und Teile des Gehölzes St. Arnold. Nach dem erfolgreichen Eindringen, begann die französische Artillerie den Forst unter Feuer zu nehmen. Auch die französische Infanterie deckte den Wald mit heftigen Gewehrfeuer ein. Das hatte zur Folge, dass zahlreiche Jäger den Artilleriegeschossen und Gewehrkugeln zum Opfer fielen, darunter Leutnant Graf von Bredow. Die prekäre Lage sollte sich jedoch noch weiter verschärfen, denn plötzlich wurden die durch die Verluste geschwächten Jägerkompanien von überlegenen Feindkräften angegriffen. In dieser schwierigen Lage kam den Jägern ihre gute Schieß- und Einzelausbildung zugute. Die nicht auf Entfernung abgewiesenen Feinde drangen jedoch in die Linien der Jäger ein. Es entwickelte sich im Unterholz des Waldes ein brutaler Nahkampf, Pardon wurde nicht gewährt. Das fürchterliche Ringen um jeden Meter Boden konnten die Brandenburger für sich entscheiden. Folgend griffen die Franzosen noch zweimal an, ohne jedoch die Linien der Jäger durchbrechen zu können. Im Verlauf des Kampfes war die Gesamtstärke des Bataillons auf 120 Mann zusammengeschmolzen. Die Jäger waren aber dennoch in der Lage einen Gegenstoß auszuführen, denn die Widerstandskraft der Franzosen hatte merklich nachgelassen. Dabei wurden zahlreiche Gefangene eingebracht. Mit hereinbrechender Dunkelheit wurden dann noch kleinere Vorstöße unternommen. Die Verluste der Jäger waren erheblich, ein Offizier, 7 Oberjäger und 55 Jäger wurden getötet. Hinzu kamen noch die zahlreichen Verwundeten, darunter fast alle Offiziere.

#### Gefecht bei Chilleurs-aux-Bois
Im Verlauf der Schlacht von Orléans kam es am 3. Dezember zum Gefecht bei Chilleurs-aux-Bois, in welchem das „Brandenburgische Jäger-Bataillon Nr. 3“ einen beachtenswerten Erfolg erzielte. Zu diesem Zeitpunkt hatte das Bataillon die Aufgabe – im Zusammenwirken mit dem Dragoner-Regiment von Arnim (2. Brandenburgisches) Nr. 12 – den linken Flügel des „III. Armee-Korps“ zu decken. Während der Ausführung dieses Auftrages konnte das Bataillon einen bemerkenswerten Erfolg im Kampf gegen französische Verbände erringen. Die bei Santeau in Stellung liegenden Franzosen wurden vom Vorgehen der Lübbener Jäger vollends überrascht. Ohne vom Feind bemerkt zu werden, konnten die 1. und 4. Kompanie der Lübbener Jäger in einem Gehöft, welches nur 180 Meter von den Stellungen der französischen Bataillone entfernt lag, ihre Angriffsposition beziehen. Sogleich ließen beide Kompanien je zwei Züge ausschwärmen, die unmittelbar das Waffenfeuer auf die überraschten Franzosen eröffneten, die Wirkung war verheerend. Die Masse der Franzosen zog sich unter Bedeckung einer Schützenlinie zurück, welche allerdings von einem weiteren Zug der Brandenburger Jäger unter Beschuss genommen wurde. Der anfänglich noch geordnete Rückzug der französischen Verbände, entwickelte sich unter dem Eindruck des Beschusses zur Fluchtbewegung. Das Gefecht war damit entschieden. Während die Verluste der Preußen gering waren, hatten die Franzosen zahlreiche Gefallene zu beklagen. Nachfolgend ging das Lübbener Bataillon mit anderen Einheiten der 5. Infanterie-Division gegen den Wald von Orléans vor, Ziel war eine französische Geschütz-Batterie. Dieser Auftrag wurde nur teilweise erfüllt, eine Wegnahme der Geschütz-Batterie misslang, die französische Bedeckungsmannschaft konnte erfolgreich deren Rückzug decken.

#### Gefechtskalender

##### 1870
- 06. August – Schlacht bei Spichern
- 16. August – Schlacht bei Vionville–Mars-la-Tour
- 18. August – Schlacht bei Gravelotte–St.Privat
- 19. August bis 27. Oktober – Belagerung von Metz
- 28. November – Schlacht bei Beaune-la-Rolande
- 30. November – Gefechte bei Montbarrois, Mazieres, Boiscommun und Nancray
- 02. Dezember – Aufklärung gegen Montliard
- 03. bis 4. Dezember – Schlacht von Orléans
  - 3. Dezember – Gefecht bei Chilleurs-aux-Bois (1. und 4. Kompanie)
- 05. Dezember – Scharmützel in St. Loup (halbe 4. Kompanie)

##### 1871
- 10. bis 12. Januar – Schlacht bei Le Mans
  - 10. Januar – Gefecht bei Parigné-l’Évêque (ohne 3. und 4. Kompanie)
  - 10. Januar – Gefecht bei Change (ohne 4. Kompanie)
  - 11. Januar – Gefecht bei La Landire-Le Tertre (ohne 3. Kompanie)
  - 12. Januar – Straßenkampf in Le Mans (ohne 3. Kompanie)
- 29. Januar – Scharmützel bei Evron-Vaiges (eine Abteilung)

### Erster Weltkrieg 1914–1918

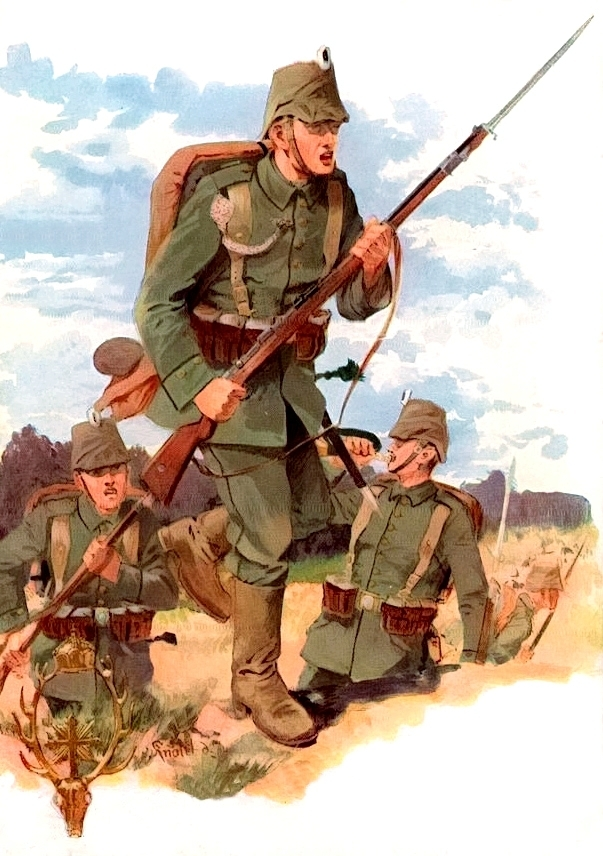
Preußische Jäger, zeitgenössische Darstellung.

Unmittelbar nach der deutschen Kriegserklärung an Russland, verlas Leutnant von Saher am Abend des 1. August 1914 auf dem Marktplatz der Stadt den Mobilmachungsbefehl für den 2. August 1914 und die Befehle des Garnisonsältesten des Jäger-Bataillons. Am Abend des 2. August 1914 wurde das Bataillon dann vom Lübbener Güterbahnhof in Richtung belgische Grenze abtransportiert, wo es nach der deutschen Kriegserklärung an Frankreich zum Einmarsch in das neutrale Belgien befohlen wurde.
Als Vorhut der 11. Infanterie-Brigade überschritt das Bataillon am 4. August die Grenze nach Belgien und marschierte am 7. August in Lüttich ein. Dort übernahm das Jäger-Bataillon die Sicherung der Maas-Brücken. Die Lübbener Jäger kämpften weiter im Bewegungskrieg in Belgien und Frankreich, nachfolgend im Stellungskrieg.
Ende September 1915 wurde das Bataillon nach Serbien verlegt, dort verblieb es bis Anfang Dezember 1915. Nach der Rückverlegung an die Westfront, erwartete die Jäger der Schrecken des Schlachtfeldes von Verdun, wo das Bataillon bis Anfang Juni 1916 verblieb. Anzumerken sind insbesondere die schweren Gefechte um das Fort Douaumont. Nach dem Einsatz in Verdun wurde das Bataillon im Juni zum Jäger-Sturm-Bataillon umformiert. In den folgenden Monaten beteiligte sich das Bataillon an weiteren verlustreichen Kampfhandlungen der Westfront. Ende September 1917 wurden Teile des Jäger-Sturm-Bataillons an die Süd-West-Front verlegt, dort kämpften die Jäger u. a. am Monte Tomba. Schließlich wurde der in Italien kämpfende Teil des Bataillons am 3. Dezember erneut an die Westfront verlegt. Der andere Teil des Bataillons, die 1. und 2. Kompanie sowie die 2. Maschinengewehrkompanie, beteiligten sich währenddessen an den Gefechten der Angriffsschlacht bei Cambrai. In dieser Angriffsschlacht wurden die Jägerkompanien als Sturmklötze auf verschiedene Infanterie-Divisionen aufgeteilt, um folgend in vorderster Linie den feindlichen Widerstand zu brechen. Am 9. Dezember 1917 war das Bataillon wieder vereinigt.
Die Jäger bewährten sich erneut während der Kämpfe im Verlauf des Unternehmens Michael im März 1918. Das Jäger-Sturm-Bataillon Nr. 3 sollte auch in den darauffolgenden Wochen in das Kampfgeschehen eingreifen und bis zum Ende des Krieges an der Westfront verbleiben.

#### Kriegsverbrechen in Ayeneux 1914
Am 5. August 1914 kam es zu einem nächtlichen Feuerüberfall in Ayeneux, bei dem zwei Jäger verletzt werden. Schließlich unterstellte man den dortigen Einwohnern die Täterschaft. Die Einwohner des Ortes wurden daraufhin das Opfer von Vergeltungsmaßnahmen, Angehörige des Bataillons erschossen folgend fünf männliche Einwohner des Ortes.
Am darauffolgenden Tag wurde das Bataillon – als Teil der 11. Infanterie-Brigade – in Magnée und Romsée zum Einsatz gebracht. Auch die Einwohner von Magnée und Romsée wurden das Opfer von Vergeltungsmaßnahmen.

#### Verdun 1916

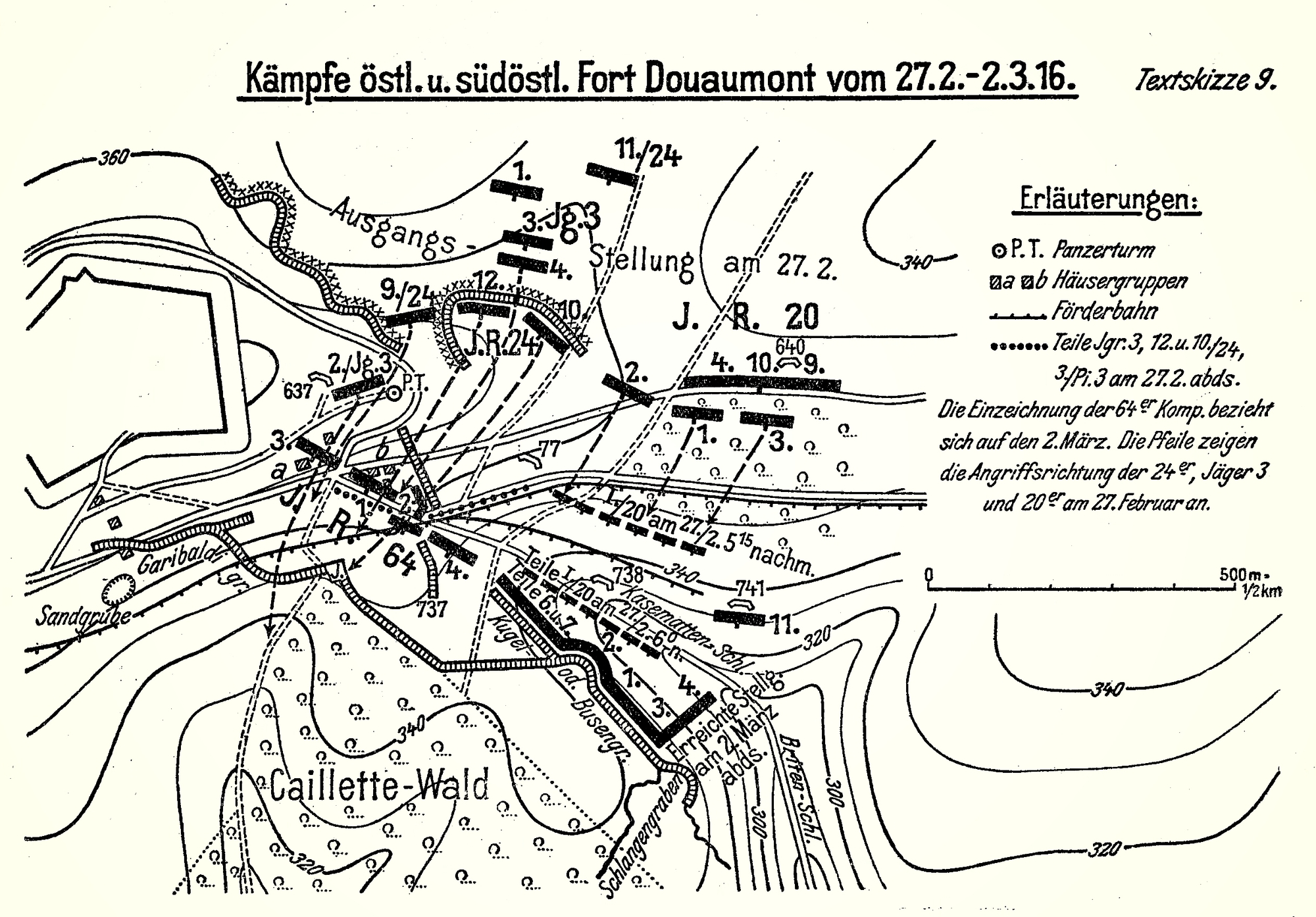
Kämpfe östlich und südöstlich von Fort Douaumont.

Verdun steht für eine der größten Materialschlachten des Ersten Weltkrieges. In diesem grausamen und unmenschlichen Kampfgeschehen mussten hunderttausende Soldaten ihr Leben lassen.
Anfang 1916 begannen die Vorbereitungen für den Angriff auf Verdun. In Vorbereitung auf die kommenden Kämpfe, wurde das Bataillon am Übungswerk von La Demi-Lieue ausgebildet. Am 21. Februar 1916 begann der Angriff auf die stärkste Befestigung der damaligen Zeit. Die ersten Gräben der Franzosen konnten genommen werden, bei den Hauptbefestigungen geriet der Angriff allerdings ins Stocken.
Das Bataillon wurde am 24. Februar dem Infanterie-Regiment „Großherzog Friedrich Franz II. von Mecklenburg-Schwerin“ (4. Brandenburgisches) Nr. 24 als Verstärkung zugeteilt. Der nachfolgend befohlene Angriff auf den Nordrand des Chaumewaldes und die Erstürmung desselben verlief erfolgreich, auch der Einbruch in feindliche Artilleriestellungen gelang. Das Infanterie-Regiment Nr. 24 konnte am 25. Februar einen wichtigen Erfolg vermelden, die Erstürmung des Forts Douaumont. Am 26. Februar geriet der Gesamtangriff ins Stocken, da es vorerst nicht gelang, das Dorf Douaumont in Besitz zu nehmen. Erst der Folgetag brachte die Entscheidung. Die Maschinengewehrkompanie des Brandenburger Bataillons hatte ihren Teil dazu beigetragen. Es folgte die Erstürmung des Caillette-Waldes, bei dem das Bataillon schwere Verluste erlitt. Der erfolglose Ansturm vom 8. bis 10. März auf das Fort Vaux führte erneut zu zahlreichen Verlusten unter den Jägern. Am 10. März standen die Jäger im Gefecht beim Dorf Vaux, wiederum im erfolglosen Ringen um jeden Meter Boden. Ein Großteil des gerade aus Lübben zugeführten Ersatzes verblutete dort in den Drahthindernissen vor den französischen Stellungen. Nachfolgend musste das Bataillon aufgrund der erlittenen Verluste aus dem Kampf gezogen werden. Die Gesamtverluste an Toten und Verwundeten beliefen sich auf 1080 Mann.
Ende April wurde das wieder aufgefüllte Bataillon als Korpsreserve bei Fort Douaumont bereitgestellt. Vom 22. Mai bis 26. Mai standen die Jäger erneut im schweren Verteidigungskampf gegen anstürmende französische Verbände. Anfang Juni endete auch der zweite Einsatz in der Hölle von Verdun.

#### November 1918
Am 7. November 1918 wurden die Lübbener Jäger der Obersten Heeresleitung unterstellt. Sie erhielten den Befehl, umgehend nach Spa ins Große Hauptquartier zu verlegen, um dort den Schutz des abgedankten Kaisers zu gewährleisten. Allerdings kam das Bataillon erst am Abend des 10. November in Spa an, ihren Auftrag konnten die als kaisertreu geltenden Lübbener Jäger nicht mehr durchführen. Der abgedankte Kaiser war bereits am Morgen in die Niederlande geflohen.
Am 16. November begann der Abtransport des Bataillons in Richtung der Heimatgarnison.

#### Einsatzkalender 1914–1918

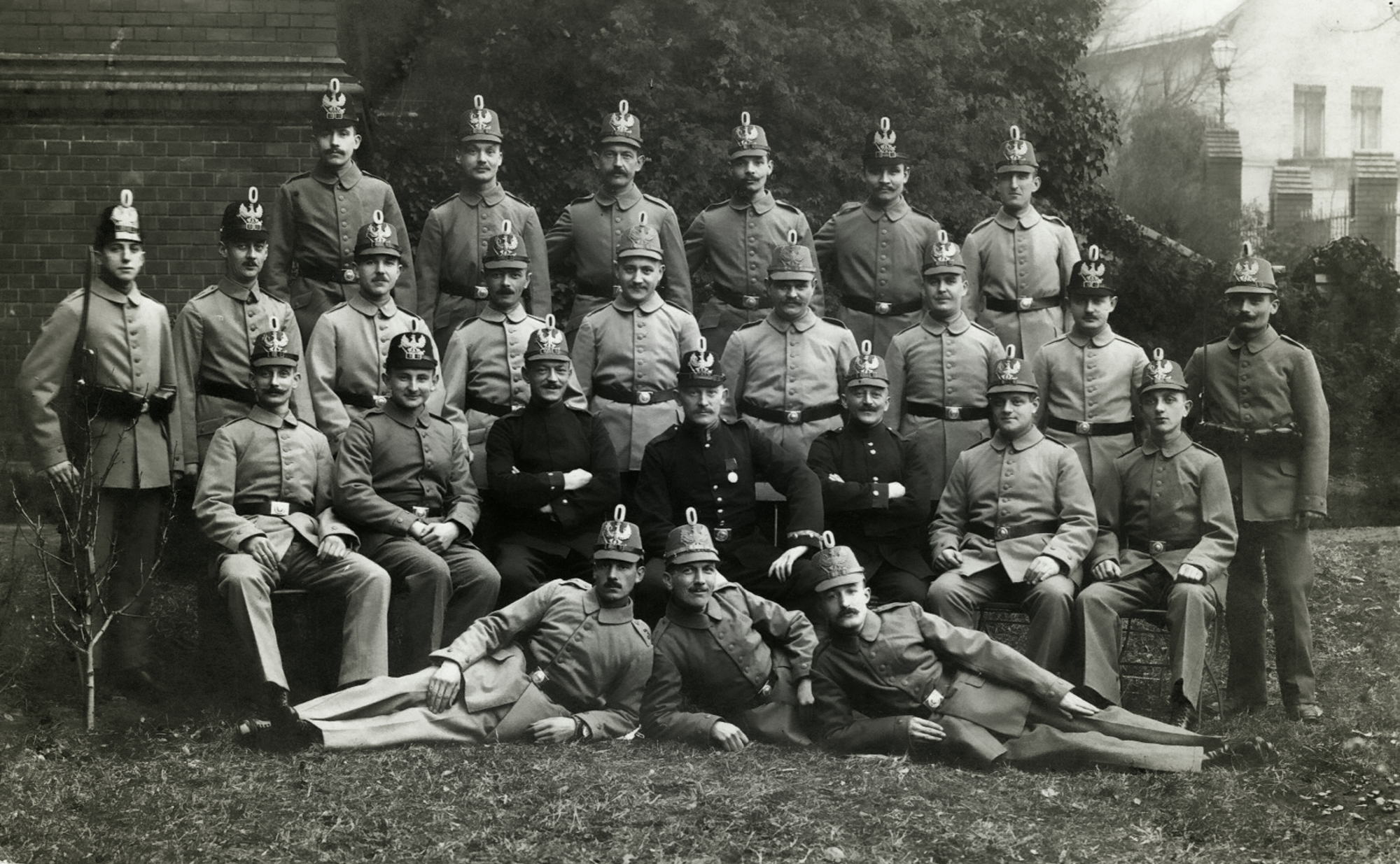
Jäger des Ersatz-Jäger-Bataillons auf dem Gelände der Kaserne Lübben.

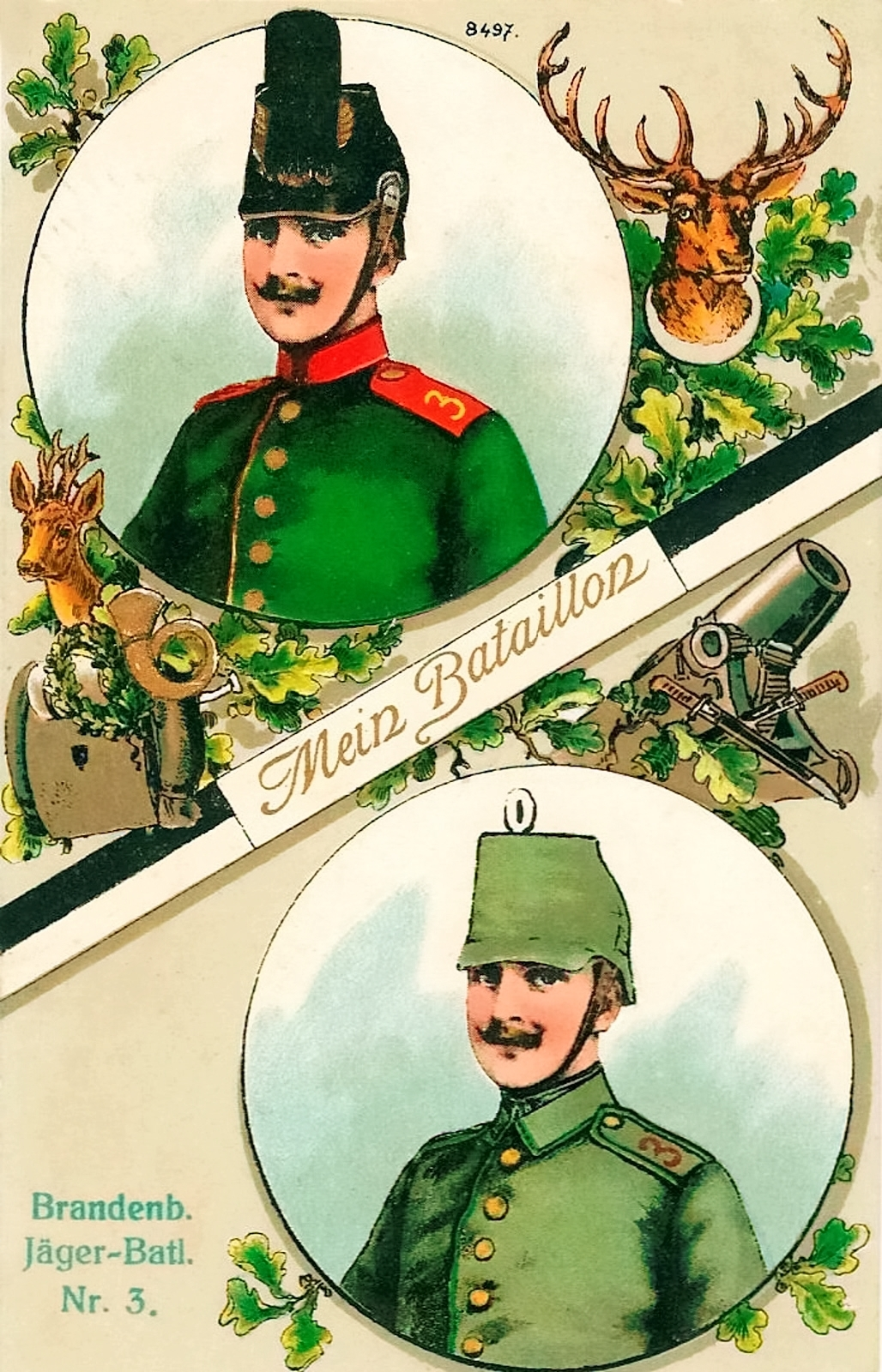
Feldpostkarte des Bataillons.

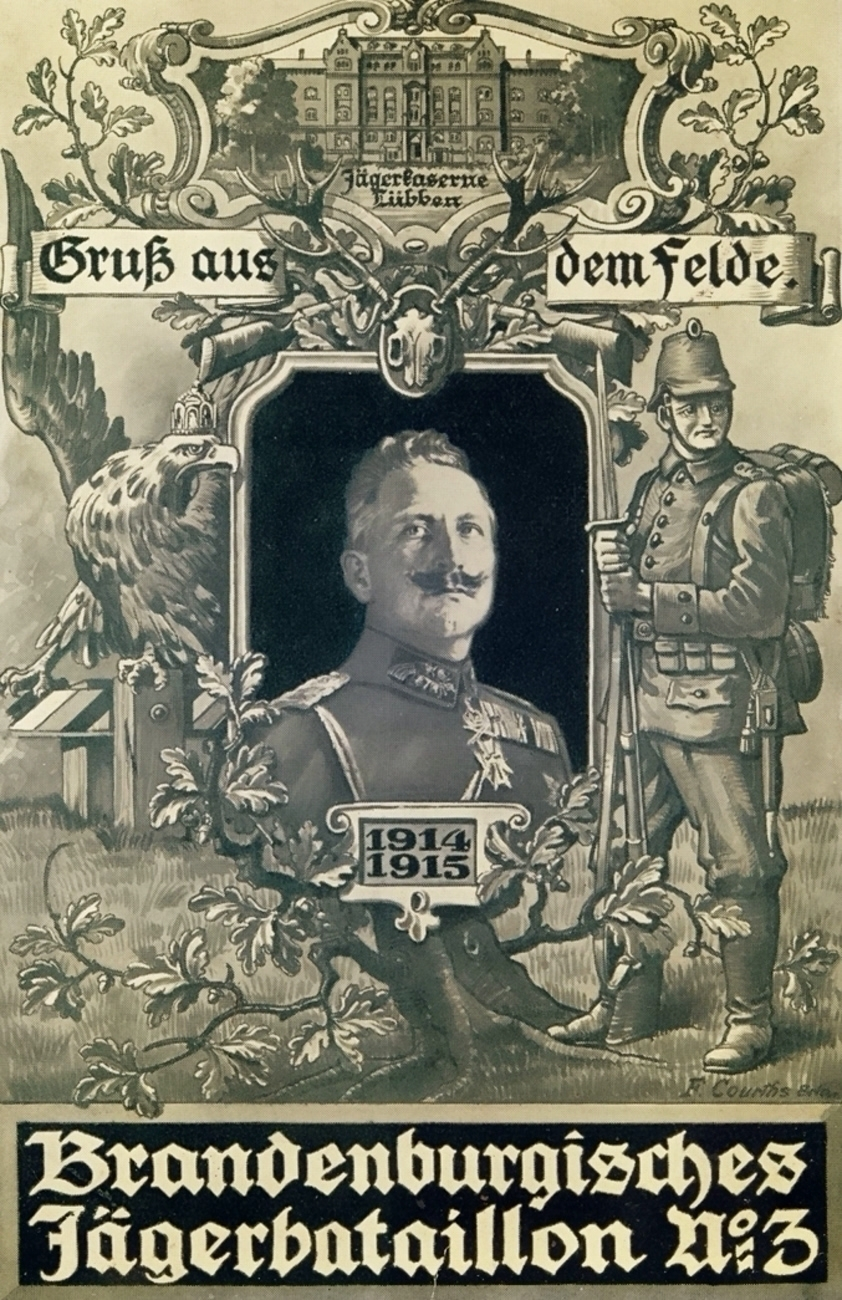
Feldpostkarte 1915.

##### 1914
- 01. August bis 6. September – Vormarsch durch Belgien und Frankreich
  - 24. August – Überschreiten der französischen Grenze bei Tournai
  - 26. August – Gefecht bei Beauvois
- 07. September bis 13. September – Rückmarsch hinter die Aisne
- vom 14. September – Stellungskrieg vor Soissons

##### 1915
- bis 5. Januar – Stellungskrieg vor Soissons
- 08. Januar bis 15. Januar – Schlacht bei Soissons
- 18. Januar bis 30. Juni – Stellungskrieg am Aisne-Oise Kanal
- 01. Juli bis 23. September – Ruhezeit bei Donai und Cambrai
- 24. September bis 3. Dezember – Feldzug in Serbien
- vom 4. Dezember – Ruhezeit in Hirson

##### 1916
- bis 22. Januar – Ausbildung für den Angriff auf Verdun im Verband der 6. Infanterie-Division
- 23. Januar bis 5. Juni – Schlacht um Verdun
- 06. Juni bis 19. August – Umformierung zum Sturmbataillon
- vom 20. August – Sturm-Bataillon bei der 2. Armee

##### 1917
- 27. Februar bis 7. April – Bewegung in die Siegfriedlinie
- 01. Oktober bis 9. Dezember – Feldzug in Italien (Teile)
- 08. April bis 21. November – Kämpfe in der Siegfried-Stellung
- 22. November bis 9. Dezember – Angriffsschlacht bei Cambrai
- vom 10. Dezember – Kämpfe in der Siegfried-Stellung

##### 1918
- bis 20. März – Kämpfe in der Siegfried-Stellung
- 21. März bis 7. April – Große Schlacht in Frankreich
- 08. April bis 10. Juli – Lehrtätigkeit im Verband der 2. Armee bzw. zur unmittelbaren Verfügung der O.H.L.
- bis 10. Juli – Sturm-Bataillon bei der 2. Armee
- 11. Juli bis 30. September – Ausbildung österreichisch-ungarischer Offiziere bei Sedan
- 01. Oktober bis 7. November – Rückzugsgefechte im Verband der 3. Armee

#### Verlustzahlen 1914–1918
- Offiziere: 30 Tote
- Fähnriche und Fahnenjunker: 10 Tote
- Unteroffiziere: 2 Tote
- Jäger und Oberjäger: 787
- Kanoniere, Pioniere und Grenadiere: 11 Tote
- Gesamt: 831 Tote[54]

Zunächst wurden für die Zeit von 1914 bis 1918 insgesamt 831 Gefallene registriert. Einschließlich der zugeführten Ersatzeinheiten waren mehr als 2000 Tote des Bataillons bis zum Kriegsende zu beklagen.

### Verbleib
Nach Kriegsende kehrten die Reste des Bataillons unter Führung von Hauptmann von Schweinitz am 20. November 1918 in die Garnisonsstadt Lübben zurück. Durch die Bestimmungen des Friedensvertrages von Versailles wurde das Bataillon in der Folgezeit demobilisiert und aufgelöst. Die Tradition übernahm in der Reichswehr durch Erlass des Chefs der Heeresleitung General der Infanterie Hans von Seeckt vom 24. August 1921 die 16. Kompanie des Ausbildungs-Bataillons des 8. (Preußischen) Infanterie-Regiments in Lübben, ehe es 1930 nach Liegnitz verlegt wurde. Ab 1931 übernahm bis zum Ende des Zweiten Weltkrieges das Ausbildungsbataillon des Infanterie-Regiments 9, welches vormals in Wünsdorf lag, die Tradition.

#### Lübben November 1918
Das Feldbataillon befand sich am 9. November 1918 auf dem Weg nach Spa ins kaiserliche Hauptquartier, und das Reserve-Jäger-Bataillon Nr. 3 wurde in Berlin eingesetzt. In der Garnison Lübben kam es währenddessen zur Bildung eines Soldatenrates. Am Folgetag marschierte eine Abordnung des Ersatz-Jäger-Bataillons Nr. 3 mit der roten Fahne in der Hand zum Lübbener Markt. Dort proklamierte einer der Jäger, in Anwesenheit des Bürgermeisters und des Landrates, die Bildung des Soldatenrates und die daraus folgende Machtübernahme. Im Anschluss an die Kundgebung bildete sich ein Arbeiterrat.

## In Friedenszeiten
Die Friedensjahre nutzte man für die intensive Ausbildung. Der Schießausbildung wurde dabei besondere Aufmerksamkeit zuteil. Zum Zwecke der Ausbildung wurden auch regelmäßige Feldmanöver befohlen, hinzu kamen die Divisions- und Korps-Manöver. Die Manöver der 5. und 6. Division fanden jeweils im Herbst statt, so zumindest bis zum Jahr 1847. Zur Durchführung der Manöver und Ausbildungslehrgänge wurde u. a. der Truppenübungsplatz des III. Armee-Korps in Jüterbog genutzt.
Auch die repräsentativen Aufgaben und Ehrendienste begleiteten das Bataillon während der gesamten Bestehenszeit.

### Chronik
- 1852 – Große Herbstübung im Verband des III. Armee-Korps bei Frankfurt, Müncheberg und Fürstenwalde.
- 1856 – Herbstübung der 5. Division bei Cüstrin.
- 1857 – Anfang September, Teilnahme am Königs-Manöver des Garde- und III. Armee-Korps. Am Manöver nahm auch die Mecklenburgische-Division teil.
- 1860 – Teilnahme am Manöver der 6. Division in der Gegend von Wittstock und Pritzwalk.
- 1861 – Entsendung einer Abordnung zur feierlichen Übergabe der Bataillonsfahne am 24. Januar nach Berlin.
- 1861 – Teilnahme am Manöver der 5. Division bei Müncheberg.
- 1877 – Am 28. September, aus Anlass des 50-jährigen Jubiläums des Einzuges in die Garnison Lübben wurde eine Parade auf dem Markt befohlen.
- 1883 – Einweihung der neuen Kaserne am 4. April, in Anwesenheit des Inspekteurs der Jäger und Schützen Generalmajor von Lesczynski.
- 1890 – Feierlichkeiten zum 75-jährigen Bestehen des Bataillons am 29. und 30. Juni sowie Einweihung der Gedenkbüste Kaiser Wilhelm I., welche vor der Kaserne aufgestellt wurde.
- 1895 – Am 15. und 16. August Feierlichkeiten zum 25. Jahrestag der Schlacht bei Vionville.
  - 15. August: Zapfenstreich und Fackelzug in Lübben.
  - 16. August: Entsendung einer Abordnung zur Einweihung des Denkmals bei Vionville.
- 1897 – Centenarfeier am 22. März, in Anwesenheit des Bataillons Kranzniederlegung am Kaiser Wilhelm I. Denkmal. Den Abschluss der Feierlichkeiten bildete die Parade des Bataillons.
- 1898 – Entsendung einer Abordnung nach Metz und Teilnahme an der Einweihung des Prinz-Friedrich-Karl-Denkmals am 20. März.
- 1900 – 26. August bis 14. September, Teilnahme am Kaisermanöver im Verband des III. Armee-Korps in der Umgebung von Stettin. Die versuchsweise aufgestellte Maschinengewehr-Abteilung Nr. 7 beteiligte sich ebenfalls am Manöver.[60]
- 1902 – Feierlichkeiten zum 75. Jubiläum des Einzuges in die Garnison Lübben.
- 1912 – Am 2. September Kaiserparade auf dem Tempelhofer Feld in Berlin und darauffolgende Teilnahme am Kaisermanöver im Verband des III. Armee-Korps in Sachsen.[61]

## Organisation

### Unterstellung

#### Deutscher Krieg
- III. Armee-Korps
  - 6. Infanterie-Division
    - 12. Infanterie-Brigade
      - 4. Brandenburgisches Infanterie-Regiment Nr. 24
      - 8. Brandenburgisches Infanterie-Regiment Nr. 64
      - Brandenburgisches Jäger-Bataillon Nr. 3

#### Deutsch-Französischer Krieg
- III. Armee-Korps
  - 5. Infanterie-Division
    - 9. Infanterie-Brigade
      - Leib-Grenadier-Regiment (1. Brandenburgisches) Nr. 8
      - 5. Brandenburgisches Infanterie-Regiment Nr. 48
      - Brandenburgisches Jäger-Bataillon Nr. 3

#### Erster Weltkrieg
- 04. August – Im Verband der 11. Infanterie-Brigade.
- August 1914 – Das Bataillon wurde dem Höheren Kavallerie-Kommando Nr. 2 unterstellt. Im wechselnden Unterstellungsverhältnis, wurde das Bataillon der 2. Kavallerie-Division, der 4. Kavallerie-Division und der 9. Kavallerie-Division zugeteilt.
- 11. September 1914 – Übertritt zum II. Armeekorps.
- 09. Oktober 1914 – Das Bataillon wurde der 6. Infanterie-Division unterstellt.
- 28. Januar 1915 – Im Verband der 11. Infanterie-Brigade.
- 12. Juli 1915 – Auf Befehl des Generalkommandos wurde das Regiment Quitzow gebildet, das Jäger-Bataillon bildete nunmehr das I. Bataillon des Regiments, bleibt aber der 6. Infanterie-Division unterstellt.
- 01. November 1915 – Das Bataillon wurde kurzzeitig der 25. Reserve-Division unterstellt.
- 07. November 1915 – Das „Regiment Quitzow“ wurde aufgelöst, die Lübbener Jäger blieben weiterhin der 6. Infanterie-Division unterstellt.
- Februar 1916 – Während der Kämpfe um Verdun wurde das Bataillon dem Infanterie-Regiment „Großherzog Friedrich Franz II. von Mecklenburg-Schwerin“ (4. Brandenburgisches) Nr. 24 zugeteilt.[62]
- 14. Mai 1916 – Das Bataillon wurde der 5. Infanterie-Division unterstellt.
- September 1917 – Teile des Jäger-Sturm-Bataillons wurden der deutschen Jäger-Division unterstellt.[63]
- 08. Oktober 1918 – Das Bataillon wurde der 76. Reserve-Infanterie-Division unterstellt.
- 07. November 1918 – Das Brandenburger Bataillon wurde direkt der O.H.L. unterstellt, und folgend nach Spa transportiert.

##### August 1914
- Höheres Kavallerie-Kommando Nr. 2[64] (General der Kavallerie Georg von der Marwitz)
  - 2. Kavallerie-Division (Generalmajor Freiherr Thumb von Neuburg)
  - 4. Kavallerie-Division (Generalleutnant Otto von Garnier)
  - 9. Kavallerie-Division (Generalmajor Eberhard von Schmettow)
- Brandenburgisches Jäger-Bataillon Nr. 3
- Magdeburgisches Jäger-Bataillon Nr. 4
- Westfälisches Jäger-Bataillon Nr. 7
- Lauenburgisches Jäger-Bataillon Nr. 9
- Hannoversches Jäger-Bataillon Nr. 10

### Gliederung und Stellenbesetzung

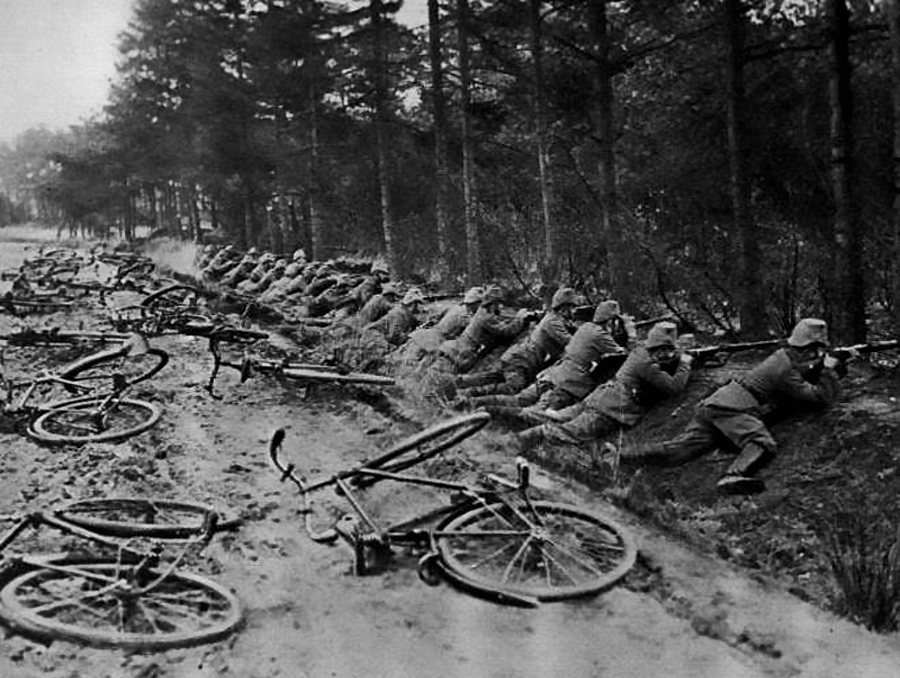
Radfahrer-Patrouille

#### 1902
- Brandenburgisches Jäger-Bataillon Nr. 3
  - 1. Kompanie (Hauptmann von dem Knesebeck)
  - 2. Kompanie (Hauptmann Boening)
  - 3. Kompanie (Hauptmann von Arnim)
  - 4. Kompanie (Hauptmann von Leyser)
  - Maschinengewehr-Abteilung Nr. 7 (Hauptmann von Peschke)

#### August 1914
- Brandenburgisches Jäger-Bataillon Nr. 3
  - 1. Kompanie (Hauptmann Freiherr von Werthern)
  - 2. Kompanie (Hauptmann Freiherr von Rechenberg)
  - 3. Kompanie (Hauptmann d. R. Reimnitz)
  - 4. Kompanie (Hauptmann du Moulin gen. von Mühlen)
  - Radfahrkompanie (Hauptmann von Schweinitz)
  - Maschinengewehrkompanie (Hauptmann von Wangenheim)

#### März 1916
- Brandenburgisches Jäger-Bataillon Nr. 3
  - 1. Kompanie (Hauptmann von Baumbach)
  - 2. Kompanie (Leutnant von Müller)
  - 3. Kompanie (Leutnant d. R. Heyer)
  - 4. Kompanie (Leutnant d. R. Krottki)
  - Maschinengewehrkompanie (Leutnant d. R. Heller)

#### Dezember 1916
- Jäger-Sturm-Bataillon Nr. 3
  - 1. Kompanie
  - 2. Kompanie
  - 3. Kompanie
  - 4. Kompanie
  - 1. Maschinengewehrkompanie (Leutnant d. R. Ruef)
  - 2. Maschinengewehrkompanie (Leutnant von Lattdorf)
  - Infanterie-Geschütz-Batterie 3
  - Minenwerfer-Abteilung
  - Flammenwerfer-Zug

## Uniform

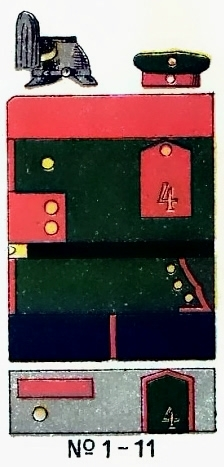
Waffenrock der Friedensuniform

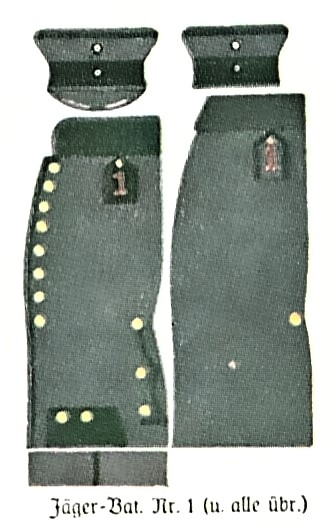
Felduniform der preußischen Jäger.

### Uniform 1816
In der Anfangszeit trugen die Jäger dunkelgrüne Kollets, mit rotem Kragen sowie schwedischen Aufschlägen. Die Aufschläge und Kragen der Oberjäger wurden mit goldenen Tressen besetzt. Der dunkelgrüne Schoßbesatz war mit roten Vorstößen versehen. Zuerst mit gelben Achselklappen ausgestattet, wurden ab 1816 die roten Achselklappen getragen.
Das Beinkleid war aus grauem Tuch gefertigt und entsprach dem der preußischen Infanterie.
Ein an die Jäger ausgegebener Mantel war aus grauem Tuch gearbeitet, mit ponceauroten Kragen.

### Waffenrock ab 1843
Mit der A.K.O. vom 23. Oktober 1842 wurden die Waffenröcke eingeführt und lösten damit die seit 1808 getragenen Kollets ab. Der Waffenrock von dunkelgrüner Farbe, mit grünem Kragen und roten Kragenpatten. Die roten Kragenpatten wurden dann zum 18. März 1867 vom roten Kragen ersetzt.
Mit der A.K.O. vom 22. Juli 1845 erhielten die roten Achselklappen der Jäger die zugehörige gelbe Bataillonsnummer (römische Ziffer) als Abzeichen.

### Friedensuniform 1905
Wie bei allen preußischen Jägerbataillonen, waren die Waffenröcke der Friedensuniform von dunkelgrüner Farbe. Die Vorstöße, der Kragen, die schwedischen Aufschläge und die Achselklappen waren hingegen von ponceauroter Farbe. Abzeichen und Knöpfe waren von gelber Farbe.
Das Beinkleid, eine dunkelblaumelierte Tuchhose mit ponceauroten Vorstößen, die Drillichhose aus weißem Leinen.
Die grauen Mäntel hatten rote Kragenspiegel und das Lederzeug waren durchgängig schwarz. Die Schwalbennester bei den Hornisten waren mit goldenen Tressen besetzt.

### Felduniform 1915
Im Gegensatz zur Infanterie, die mit der Felduniform des Modells 1910 in Feldgrau eingekleidet wurden, erhielten die Jäger eine graugrüne Uniform. Diese graugrüne Farbgebung wurde nach dem Ende des Ersten Weltkrieges von Teilen der Polizei für ihre Uniformen übernommen.
Mit der A.K.O. vom 21. September 1915 ergaben sich letztmals grundlegende Änderungen an der Uniformierung.
Der Waffenrock, graugrün mit hellgrünen Vorstößen, ebenso der Klappkragen. Schwedische Ärmelaufschläge graugrün, mit hellgrünen Vorstößen. Die Schulterklappen graugrün mit hellgrünem Vorstoß, Abzeichen wie beim Waffenrock der Friedensuniform, jedoch mit roter Nummer.
Der Waffenrock war mit matten Kronenknöpfen versehen, welche aus Tombak gefertigt wurden.
Das Beinkleid, graugrün mit hellgrünen Vorstoß an den Seitennähten, bei den Offizieren ponceauroter Vorstoß. Infolge des Einsatzes als Sturm-Bataillon erhielten die Jäger das lederbesetzte Beinkleid und die typischen Wickelgamaschen.
Die Infanteriestiefel, im naturfarbenen Zustand ausgegeben. Entsprechend dem Erlass vom 21. September 1915 mussten diese geschwärzt werden. Des Weiteren wurde von den Jägern auch der Schnürstiefel des Modells 1901 getragen.

### Kopfbedeckung
Die hohen Tschakos neueren Modells – aus schwarzem Filz gefertigt – wurden den Jägern im März 1816 übergeben. Der Tschako war mit einem Beschlag aus Messing verziert, dazu die schwarz-weiße Kokarde als Abzeichen. Die Cordons der Jäger waren von grüner Farbe, die der Oberjäger von gleicher Farbe, jedoch von Silberfäden durchzogen. Der schwarze Haarbusch bzw. der schwarz-weiße Haarbusch für Oberjäger löste den vorher getragenen Federbusch ab.
Im Jahr 1843 wurde bei den Jägern der hohe Helm mit Spitze eingeführt, mit dem heraldischen Adler als Beschlag, welcher mit dem Namenszug „F.R.“ versehen war. Der alte Tschako von hoher Form wurde abgeschafft.
Am 14. März 1854 wurde dann erneut der Tschako, von käppiartiger Form, als Kopfbedeckung bei den Jägertruppen eingeführt. Der Tschako war aus schwarzem Leder gefertigt, der Augen- und Nackenschirm mit einer Einfassung aus Messing. Die flache Schuppenkette war ebenso aus Messing gearbeitet, unter der rechten Schuppenkettenrosette war eine Kokarde angebracht. Als Beschlag eine messingene Litze mit Knopf. Der schwarze Haarbusch wurde anfangs stets getragen, ab Juli 1856 dann nur noch zur Parade oder am Sonntag.
Durch die A.K.O. vom 20. Juli 1860 erhielt der Tschako das Schriftband „Mit Gott, Für König und Vaterland.“
Am 8. November 1860 wurde der Tschako von niedriger Form mit abgerundeten Augenschirm eingeführt. Als Beschlag, ein aus gelbem Metall gefertigter verkleinerter preußischer Adler der Linien-Infanterie. Schnallen und Ösen des ledernen Kinnriemens sowie die Kopfnadel und der Haarbuschtrichter waren aus ebensolchem gelben Metall gearbeitet. Das Kopfteil des Tschakos, zwischen Deckel- und Bundriemen, war mit schwarzem Tuch überzogen. Dazu kam eine gelbe Schuppenkette bei den Offizieren und ein schwarzlederner Kinnriemen bei der Mannschaft und Unteroffizieren. Zur Parade wurde ein schwarzer (bei den Hornisten rot), bis zur Mitte des Vorderschirms herabfallender Haarbusch getragen.
Die Mütze zum Waffenrock der Friedensuniform, gefertigt aus dunkelgrünem Tuch, mit ponceaurotem Besatzstreifen und Vorstoß um den Deckelrand.
Zur Felduniform Modell 1915 wurde eine Mütze aus graugrünem Tuch getragen, mit hellgrünem Besatzstreifen und Vorstoß um den Deckelrand.
Der Tschako diente auch weiterhin als Kopfbedeckung, anfangs noch aus Leder gefertigt. Im Felddienst mit graugrünem Schutzüberzug getragen. Aufgrund von Materialmangel wurden die Tschakos später aus Filz hergestellt.
Im Februar 1916, mit Beginn der Kämpfe von Verdun, wurden die deutschen Truppen mit dem Stahlschutzhelm Modell 1916 ausgerüstet. So erhielten auch die Jäger diese neue Kopfbedeckung.

## Fahnen und Auszeichnungen

### Fahnen

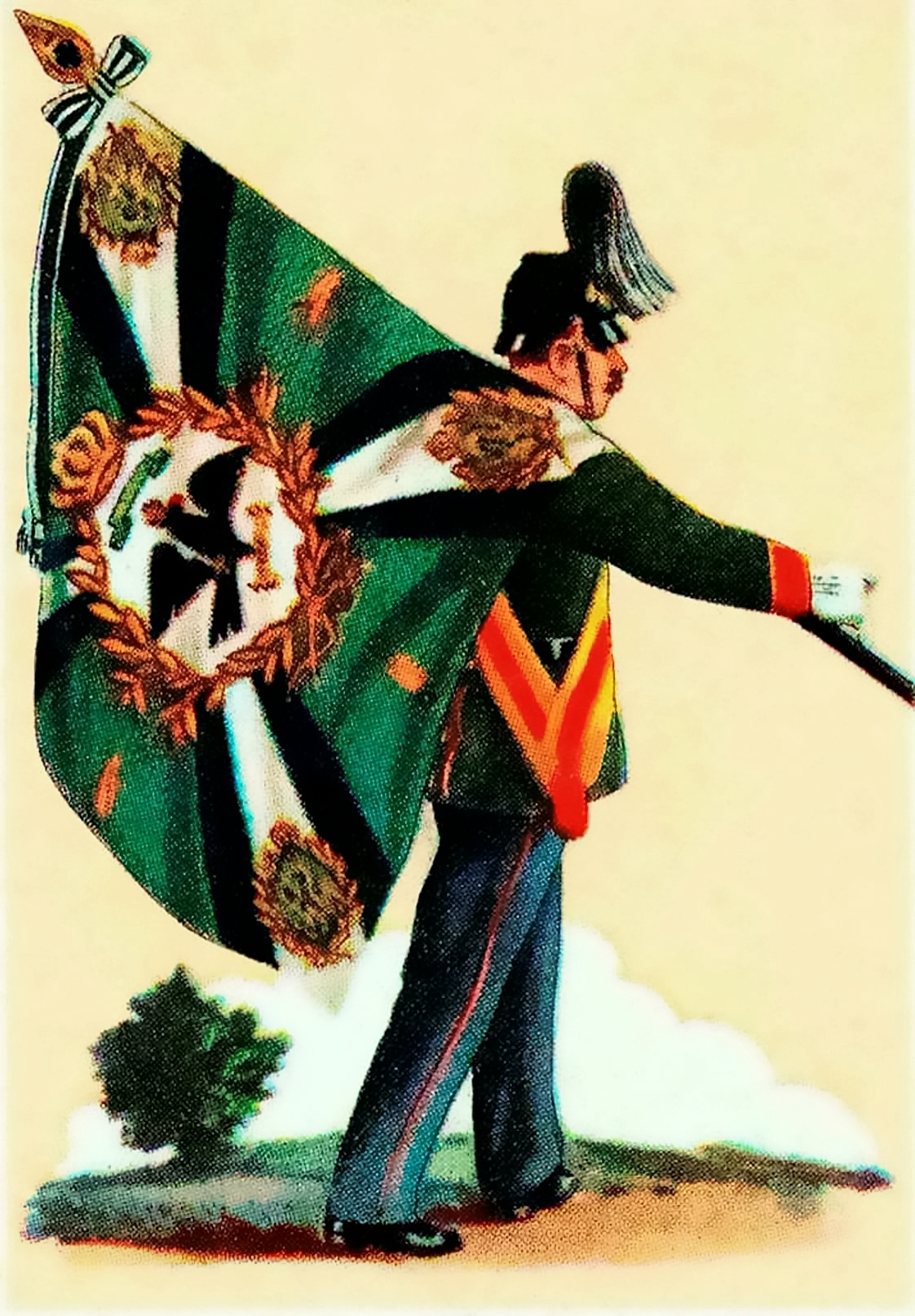
Fahne des Bataillons

In der altpreußischen Armee führten die Jäger und Schützen zunächst keine Feldzeichen. Die ersten Fahnen wurden im Jahr 1815 übergeben.
Nach der Thronbesteigung Wilhelms I. wurde dem Lübbener Jägerbataillon eine Fahne verliehen. Aufgrund dessen reisten Kommandeur Major Alfons Girodz von Gaudi und eine Abordnung des Jägerbataillons am 18. Januar 1861 nach Berlin, um dort an der Fahnenweihe im Stadtschloss teilzunehmen. Die eigentliche Übergabe der Fahne an das Bataillon wurde am 24. Januar in Lübben vollzogen.
Am 28. August 1902 erhielt das Bataillon eine neue Fahne.
Weisungsgemäß sollten die Feldzeichen der Jägerbataillone während des Ersten Weltkrieges in der Garnison verbleiben. Trotzdem führten die Jägerbataillone 1, 3, 5, 7 und 9 ihre Fahnen an der Front. Am 12. Juli 1915 veranlasste Kaiser Wilhelm II. die Rückführung der Fahnen und Standarten zu den stellvertretenden Generalkommandos.
Seit 1945 gilt die im Jahr 1902 verliehene Bataillons-Fahne als verschollen.

#### Auszeichnungen
- 1861 – Dem Bataillon wurde in Berlin eine neue Fahne mit dem Bande des Militär-Ehrenzeichens für den Feldzug 1848 in Schleswig verliehen.
- 1864 – Die Fahne erhielt das Band der Kriegsdenkmünze mit Schwertern für die Teilnahme am Feldzug 1864.
- 1865 – Der Fahne wurde das Reserveband des Düppeler Sturmkreuzes und das Band des Alsenkreuzes verliehen.
- 1866 – Verleihung des Bandes für den Feldzug 1866 mit Schwertern.
- 1872 – Dem Bataillon wurde das Fahnenband in den Farben des Eisernen Kreuzes als Auszeichnung für Teilnahme am Feldzug 1870/71 verliehen.
- 1895 – Verleihung des Bandes der Denkmünze 1870/71 mit Spangen, auf denen die Teilnahme an Gefechten und Schlachten verzeichnet waren.
- 1900 – Den Fahnen und Standarten des deutschen Heeres wurde ein Erinnerungszeichen verliehen.

## Bewaffnung und Ausrüstung

### Bewaffnung

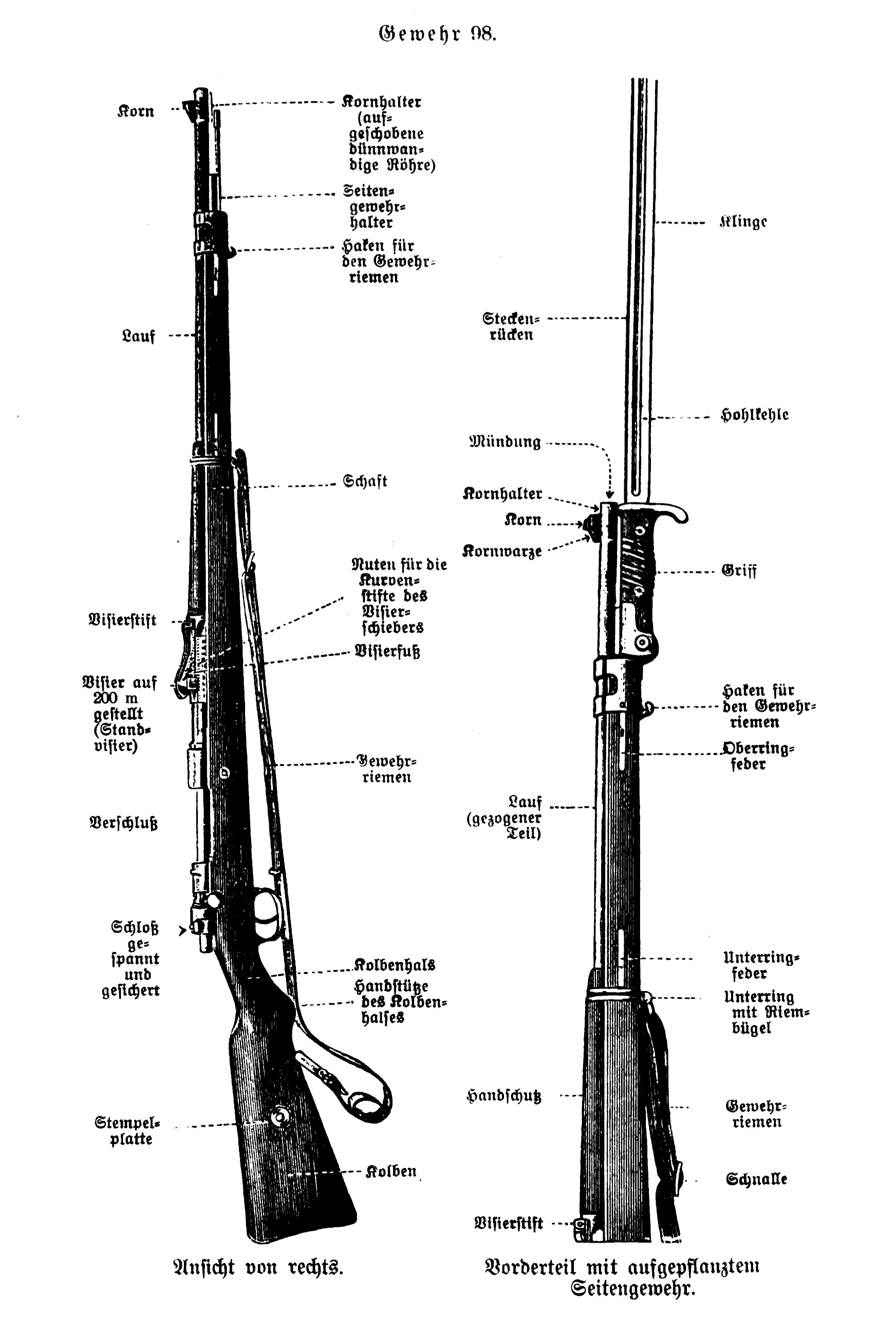
Gewehr Modell 1898 mit Seitengewehr.

Anfangs waren die Jäger mit französischen Gewehren bewaffnet, die aber im Jahr 1815 schrittweise gegen preußische Büchsen getauscht wurden. Im September 1815 wurden den Jägern 200 Lütticher Feuerschloss-Büchsen übergeben. Die Bewaffnung bestand nunmehr aus Büchsen die der Lütticher, Maastrichter, Suhler und Neisser Fertigung entstammten, hinzu kamen noch einige Corps- und Pirschbüchsen.
Im März 1832 wurden die Büchsen auf Perkussion umgestellt. Der gesamte Schusswaffenbestand der „3. Jäger-Abteilung“ stammte aus Potsdamer Fabrikation.
Die nächsten Veränderungen vollzogen sich im Jahr 1848. Man begann stufenweise die Büchsen auf das Thouvenische System umzustellen, zusätzlich wurden neue Büchsen des Modells 1847 aus Potsdamer Fertigung beschafft.
Anfang 1858 wurde der Seconde-Lieutenant von Kottwitz zur Gewehrfabrik nach Sömmerda entsendet, um sich dort mit den aktuellen technischen Entwicklungen vertraut zu machen. Im gleichen Zeitraum wurde der Premier-Lieutenant von Paczinsky zu Versuchen mit Zündnadelbüchsen nach Berlin abkommandiert.
Am 15. November 1858 erhielt das Bataillon 981 Zündnadelbüchsen des Modells 1854. Aus diesem Bestand wurden 440 Zündnadelbüchsen an die Kompanien ausgegeben.
Das Bataillon erhielt am 15. Juli 1860 neue Hirschfänger des Modells 1857, die alten Hirschfänger der Corps-Büchsen wurden daraufhin abgeschafft.
1865 wurde dann die Jägerbüchse Modell 1865 eingeführt, mit einem achtkantigen Lauf und dem aufpflanzbaren Hirschfänger Modell 1865.
1872 wurde das Modell 1865 von der Jägerbüchse Modell 1871 abgelöst, die wiederum in den darauffolgenden Jahren mehrfache Modifikationen erfährt.
Im Jahr 1886 wurde dann das Gewehr Modell 71/84 eingeführt, ein Repetiergewehr mit 8 Schuss Magazin. Der Hirschfänger wurde vorläufig behalten, er wurde erst im darauffolgenden Jahr gegen ein kurzes Seitengewehr Modell 71/84 getauscht.
1890 kam es zur Einführung des Gewehrs Modell 1888. Auch die Wiedereinführung des Hirschfängers Modell 1871 wurde vollzogen.
1906 wurde dann das Gewehr Modell 1898 im Bataillon eingeführt. Im Zuge der Umbewaffnung wurde auch das Seitengewehr Modell 1898 eingeführt.
Die Radfahrkompanien wurden im Jahr 1913 mit dem Karabiner Modell 1898 und dem Seitengewehr Modell 84/98 ausgerüstet. Der Sanitätsfeldwebel erhielt als Bewaffnung die Pistole 08.
1915 erhielt das Gewehr 1898 das dreifach Goerz-Zielfernrohr als Zusatzausstattung.
Im Zuge der Umformierung zum Sturmbataillon wurde im Juli 1916 die Umrüstung auf den Karabiner Modell 1898 vollzogen.

#### Schießstände

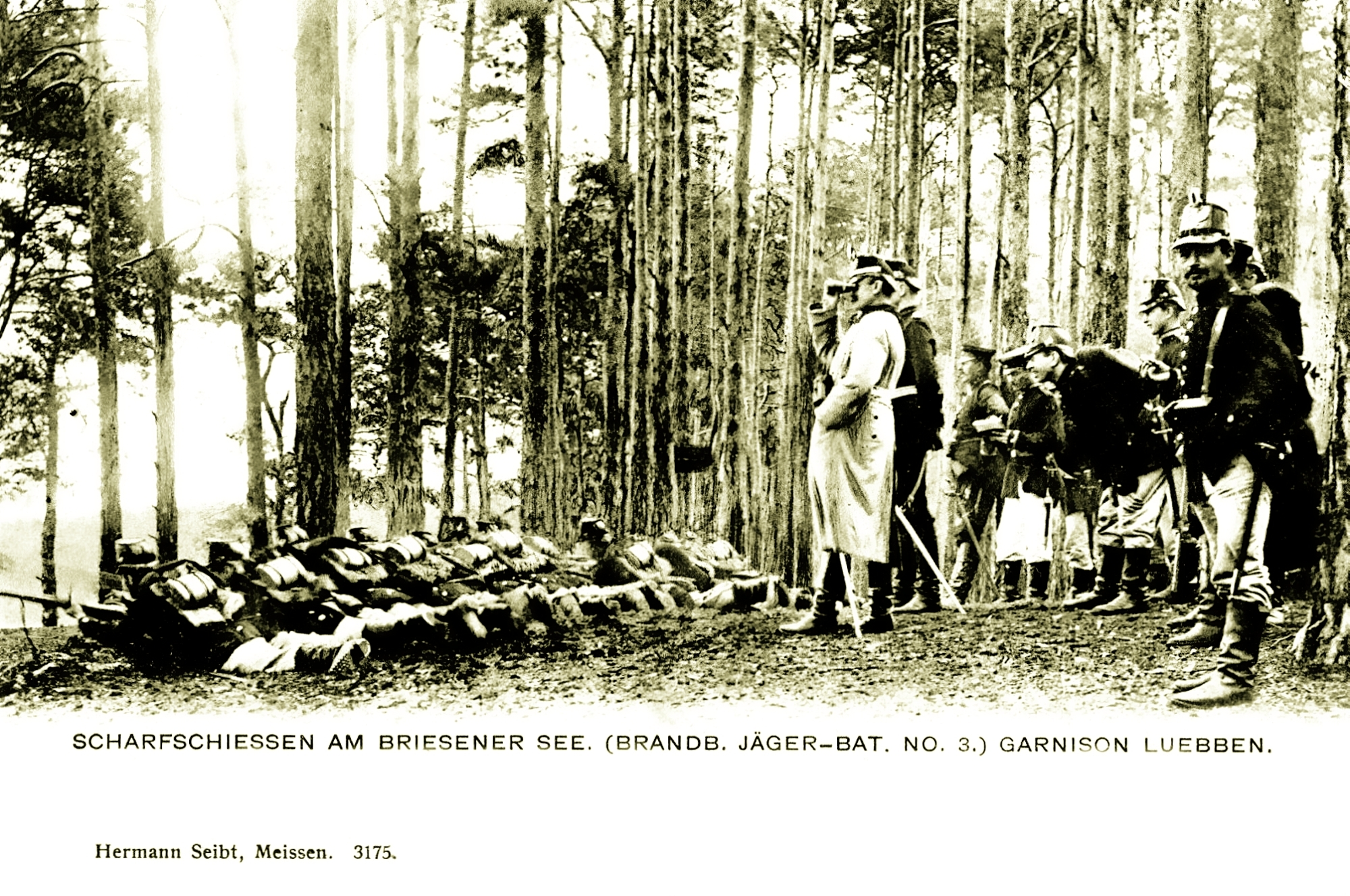
Gefechtsmäßige Schießübungen am Briesener See.

Die Schießstände für kurze Entfernungen wurden in unmittelbarer Nähe zur Kaserne angelegt. Der Gefechtsschießstand hingegen befand sich im Forst östlich der Stadt, dort konnten die Jäger ihre Schießfertigkeiten auf lange Entfernungen trainieren. Auf dem Gelände des Gefechtsschießstandes befand sich zudem ein Schieß- und Wachhaus.
Einmal im Jahr marschierte das Bataillon an den Briesener See, um dort Schießübungen durchzuführen.

#### Auszeichnungen
Der jährliche Wettbewerb zur Erringung des Kaiserschießabzeichens galt als besonderer Höhepunkt. Die 4. Kompanie konnte das Abzeichen im Jahr 1895 erringen und die 3. Kompanie im Jahr 1913. Das verliehene Abzeichen trugen die Jäger am rechten Oberarm des Waffenrockes.
Die seit 1902 zugeteilte Maschinengewehr-Abteilung Nr. 7 errang das Kaiserschießabzeichen im Jahr 1905.
Innerhalb des Bataillons wurde zudem im jährlichen Königsschießen der beste Schütze ermittelt. Dieser erhielt einen von Generalfeldmarschall von Wrangel im Jahr 1848 gestifteten Hirschfänger.

### Ausrüstung
In der Bestehenszeit des Bataillons vollzogen sich eine Vielzahl von Abänderungen in der Ausrüstung. Zu dieser gehörten seit jeher die Feldflasche, das Essgeschirr, der Tornister und die Pulverflasche. Des Weiteren gehörten zur Mannschaftsausrüstung die schwarz-lederne Kartusche ohne Beschlag bzw. dann Patronentaschen, in verschiedener Ausführung, das Bandolier und der Leibriemen. Nach vollzogener Einführung der Zündnadelbüchsen fielen die Pulverflasche und die flache Kugeltasche fort.

#### Ausrüstung 1915
Der Tornister des Modells 1907/13 war mit feldgrauem Segeltuch bespannt, der Rückenteil jedoch aus Kalbsfell, um die Abnutzung zu minimieren. Als weitere Ausrüstungsgegenstände, die Feldflasche des Modells 1915 aus Stahlblech (verzinkt) mit feldgrauen Überzug und das Essgeschirr des Modells 1910 nebst Essbesteck. Die Leibriemen waren aus naturfarbenem Leder gefertigt, zugehörig die Patronentaschen des Models 1909.

#### Chronik
- 1834 – Mit der A.K.O. vom 18. März 1834 erhielten die Brandenburger Jäger den sogenannten „Dachs“, ein Tornister dessen Klappenüberwurf aus Dachsfell gearbeitet war. Der alte Kalbsfell-Tornister wurde daraufhin abgeschafft.
- 1848 – Der Hirschfänger wurde von 1808 bis 1848 an einem schwarz-ledernen Gehenk getragen. Mit Einführung des Leibgurtes wurde das lederne Gehenk abgeschafft.
- 1916 – Die Mannschaften des Jäger-Sturm-Bataillons wurden im Juli mit der Gebirgsausrüstung ausgestattet.

## Ausstattung

### Die Kriegshunde der Jäger

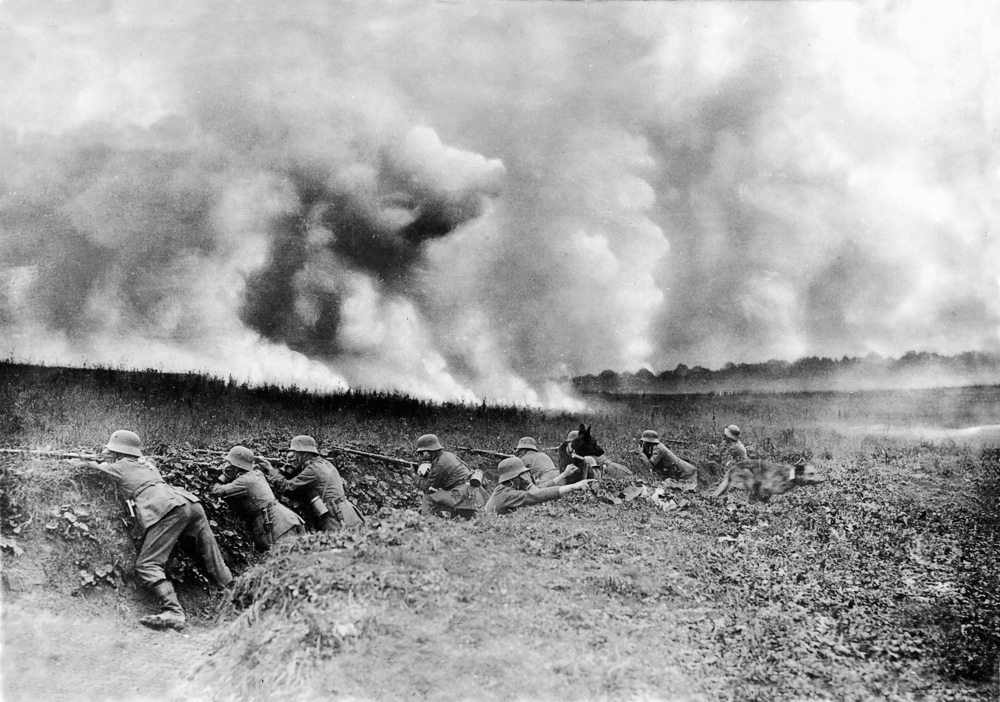
Meldehund im Ersten Weltkrieg.

Im Jahr 1888 bekamen die preußischen Jägerbataillone die ersten Kriegshunde zugewiesen. Für die anspruchsvolle Ausbildung und den folgenden Einsatz eigneten sich kurzhaarige Vorstehhunde, Pudel und Schäferhunde. Ihr Aufgabenbereich umfasste den Aufklärungs- und Sicherheitsdienst, das Meldewesen, Aufrechterhaltung von Verbindungen zwischen Posten und Feldwachen, Unterstützung der Posten und der Transport von Munition. Auch wurden sie für das Aufspüren von Verwundeten ausgebildet. Jeder Kompanie wurden zwei ausgebildete Kriegshunde zugeteilt, welche von einem Oberjäger geführt wurden.
Für die Erledigung ihrer Aufgaben benötigten die Kriegshunde eine entsprechende Ausrüstung. Für den Meldedienst kam eine mit Schnallen versehene Segeltuchtasche zur Anwendung. Der Munitionstransport wurde mittels einer ledernen Satteltasche durchgeführt, welche auf jeder Seite 75 Patronen fassen konnte.
Einer der Lübbener Kriegshunde, der Kurzhaarrüde „Treff“, diente mit einigen Freiwilligen des Bataillons im Expeditionskorps von 1900, welches nach China entsendet wurde. Der Rüde wurde wegen seiner Verdienste zum Gefreiten „befördert“.

## Bataillonschef und Kommandeure

### Bataillonschef

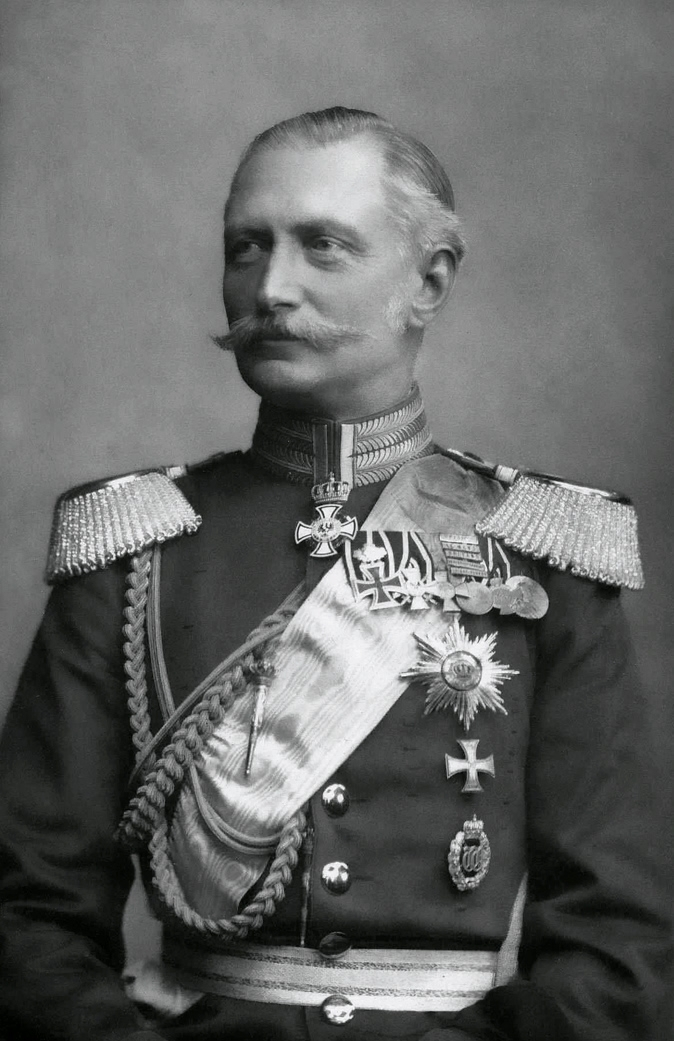
Chef des Bataillons, Generaloberst
Hans von Plessen

| Dienstgrad    | Name             | Datum                              |
| ------------- | ---------------- | ---------------------------------- |
| Generaloberst | Hans von Plessen | 15. Juni 1913 bis 9. November 1918 |

### Kommandeure
| Dienstgrad           | Name                              | Datum                                                              |
| -------------------- | --------------------------------- | ------------------------------------------------------------------ |
| Hauptmann/Major      | Ferdinand von Logau               | 21. Juli bis 28. August 1815                                       |
| Major/Oberstleutnant | Friedrich August Bock             | 29. August 1815 bis 30. August 1819                                |
| Major/Oberstleutnant | Gottfried von Bockelmann          | 31. August 1819 bis 12. April 1821                                 |
| Hauptmann            | Scipio Ludwig Karl von Taubenheim | 13. April 1821 bis 29. März 1828                                   |
| Hauptmann            | Georg Wilhelm Rumschöttel         | 30. März 1828 bis 29. März 1830                                    |
| Major/Oberstleutnant | Hermann von Roeder                | 30. März 1830 bis 8. April 1846                                    |
| Major                | Alexander von Pentz               | 09. April 1846 bis 13. Juni 1854                                   |
| Major/Oberstleutnant | Otto von Stuckrad                 | 14. Juni 1854 bis 15. Mai 1857                                     |
| Major                | Theobald zu Dohna                 | 16. Mai 1857 bis 13. Juni 1859                                     |
| Major                | Alfons Girodz von Gaudi           | 14. Juni 1859 bis 1. Juli 1859 (mit der Führung beauftragt)        |
| Major                | Alfons Girodz von Gaudi           | 01. Juli 1859 bis 9. Februar 1863                                  |
| Major                | Eric von Witzleben                | 10. Februar 1863 bis 29. Juni 1864                                 |
| Hauptmann            | Wenzeslaus von Paczinsky          | 29. Juni 1864 bis 6. November 1864 (mit der Führung beauftragt)    |
| Major/Oberstleutnant | Eric von Witzleben                | 07. November 1864 bis 2. August 1867                               |
| Oberstleutnant       | Georg von Rechenberg              | 03. August 1867 bis 17. Juli 1870                                  |
| Major                | Eduard von Jena                   | 18. Juli bis 6. November 1870                                      |
| Major                | Heinrich von Nordeck              | 07. November 1870 bis 1. Juni 1871 (mit der Führung beauftragt)    |
| Major                | Anton von L’Estocq                | 02. Juni 1871 bis 13. Februar 1874                                 |
| Major                | Georg von Wehren                  | 14. Februar 1874 bis 11. Februar 1876                              |
| Major/Oberstleutnant | Hans von Willisen                 | 12. Februar 1876 bis 13. Januar 1879                               |
| Major/Oberstleutnant | Hermann von Peschke               | 14. Januar 1879 bis 25. März 1885                                  |
| Major                | Bernhard Friedrich von Krosigk    | 26. März 1885 bis 21. März 1891                                    |
| Major                | Georg von Zastrow                 | 22. März 1891 bis 17. Juli 1896                                    |
| Major                | Vincentius de Paula von Brixen    | 18. Juli 1896 bis 16. Februar 1900                                 |
| Major/Oberstleutnant | Otto Bock von Wülfingen           | 17. Februar 1900 bis 21. April 1905                                |
| Major                | Max Freiherr von Troschke         | 22. April 1905 bis 23. März 1909                                   |
| Major/Oberstleutnant | Ernst von Eschwege                | 24. März 1909 bis 18. Dezember 1911                                |
| Oberstleutnant       | Rudolf von der Osten              | 19. Dezember 1911 bis 1. August 1914                               |
| Major                | Kuno von Quitzow                  | 02. August 1914 bis 28. Januar 1915                                |
| Hauptmann            | Freiherr von Wangenheim           | 28. Januar bis 27. Februar 1915 (mit der Führung beauftragt)       |
| Major                | Kuno von Quitzow                  | 28. Februar bis 31. Juli 1915                                      |
| Hauptmann            | Freiherr von Wangenheim           | 31. Juli bis 7. November 1915 (mit der Führung beauftragt)         |
| Major                | Kuno von Quitzow                  | 7. November bis 2. Dezember 1915                                   |
| Major                | Max von Schenckendorff            | 2. Dezember 1915 bis 1. Februar 1916 (mit der Führung beauftragt)  |
| Major                | Kuno von Quitzow                  | 1. Februar bis 26. Februar 1916                                    |
| Hauptmann            | Wolfgang von Mühlen               | 26. Februar bis 19. März 1916 (mit der Führung beauftragt)         |
| Major                | Kuno von Quitzow                  | 19. März bis 30. Dezember 1916                                     |
| Hauptmann            | von Baumbach                      | 30. Dezember 1916 bis 22. Januar 1917 (mit der Führung beauftragt) |
| Major                | Walter von Goerne                 | 22. Januar 1917 bis 30. März 1918                                  |
| Major                | Max von Schenckendorff            | 02. April bis 28. Juli 1918                                        |
| Hauptmann            | Wilhelm von Schweinitz            | 28. August 1918 bis November                                       |
| Major                | Friedrich von Jena                | November 1918                                                      |
| Major                | Justus von Seelhorst              | 01. März 1919 bis Januar 1920                                      |

## Gedenkkultur

### Denkmäler

#### Gedenkstätte Ulkebüll
Auf dem Gemeindefriedhof von Ulkebüll erinnert ein Denkmal in Form eines Kreuzes an die Gefallenen des Gefechts bei Kjär, welches am 29. Juni 1864 stattfand. Auf der Vorderseite des Kreuzes finden sich die Namen der verstorbenen Brandenburger Jäger.

#### Kriegerdenkmal von 1868

Lübben, Rathaus und Kriegerdenkmal (Ansichtskarte, um 1907)

Am 14. August 1868 wurde auf dem Lübbener Marktplatz ein Denkmal für die gefallenen Jäger der Feldzüge 1864 und 1866 errichtet. Das Denkmal bestand aus einer auf einem Postament stehenden Säule aus Zöblitzer Serpentin, die vom preußischen Adler bekrönt wurde. Auf der Vorderseite des Postaments war eine Weihe-Inschrift, gegenüberliegend eine mit den Namen der Gefallenen, auf der linken und rechten Seite je eine mit Auflistungen der Gefechte. Das Kriegerdenkmal ist nicht erhalten.

#### Gedenkstein bei Vionville
Im Gedenken an die Gefallenen der Schlacht bei Vionville vom 16. August 1870, wurde am 16. August 1895 auf dem dortigen ehemaligen Schlachtfeld ein Gedenkstein errichtet. Der schwarze Granitstein, an der Vorderseite beschliffen, ist mit einer zeitgenössischen Widmung und Verlustangaben versehen. Ein eingehauenes Eisernes Kreuz, eingefasst vom Lorbeerkranz, bekrönt die Inschrift. Das Jägerdenkmal ist erhalten, es befindet sich auf einer Anhöhe ca. 2 km südöstlich von Flavigny.

#### Gefallenen-Denkmal von Lechelles
Im Verlauf des Ersten Weltkrieges wurde auf dem Ehrenfriedhof des Bataillons in Lechelles bei Guise ein Denkmal errichtet. Nach dem Ende des Weltkrieges wurde dieser Friedhof aufgelöst, die Toten und das Denkmal wurden folgend nach La Chapelle überführt.

#### Jägerdenkmal Lübben
1923 wurde zu Ehren der gefallenen Lübbener Jäger im Hain ein Denkmal des Bildhauers Victor Seifert eingeweiht.

### Traditionspflege
Als einer der ersten Zusammenschlüsse ehemaliger Bataillonsangehöriger galt der „Verein ehemaliger Lübbener Jäger Berlin e. V.“. Der Verein bildete das Bindeglied zwischen aktiven Soldaten und Veteranen. In seiner Bestehenszeit organisierte der Verein eine Vielzahl von Veranstaltungen. Im Verlauf der 1920er Jahre organisierten sich die ehemaligen Bataillonsangehörigen in weiteren neu gegründeten Kriegervereinen, unter anderem im Lübbener „Verein der ehemaligen Angehörigen des Jäger-(Sturm-) Bataillons Nr. 3 1914/18 e. V.“

## Besonderes

### Das Musikkorps der Jäger
Das Musikkorps der Lübbener Jäger war ein gern gesehener Gast bei so mancher Veranstaltung der damaligen Zeit, es bestand aus dem Musikmeister, zehn Waldhornisten und zehn Hilfshornisten. In der Sommerzeit spielte das Musikkorps u. a. im Zoologischen Garten Berlin und im Spreegarten Treptow. Im Ersten Weltkrieg wurden einige Hornisten als Hilfskrankenträger eingesetzt, während der Musikmeister und die vier ältesten Hornisten bei der großen Bagage verblieben. Die Hornisten dienten später auch im Ersatztruppenteil sowie in den Radfahrkompanien.

## Bekannte Bataillonsangehörige
- Friedrich Salis, deutscher Historiker, seine Studien bezogen sich vorwiegend auf die Geschichte des Landes Mecklenburg und des Landes Pommern. Seinen Wehrdienst leistete der junge Friedrich Salis ab dem Jahr 1902 im Brandenburgischen Jäger-Bataillon Nr. 3. Im Rang eines Leutnants d. R. diente Salis zu Beginn des Ersten Weltkrieges im I. Bataillon des Landwehr-Infanterie-Regiments 34, er fiel in der Schlacht von Tannenberg[85] bei Klein-Bössau.[86]
- Heinrich Schoene, SA-Obergruppenführer, er diente von Oktober 1910 bis September 1911 als Einjährig-Freiwilliger im Brandenburgischen Jäger-Bataillon Nr. 3 in Lübben.[87]
- Alfred Spangenberg, Politiker der NSDAP und späterer Gauamtsleiter der NSBO Berlin, er diente im Ersten Weltkrieg in der 3. Kompanie des Brandenburgischen Jäger-Bataillons Nr. 3. Als Jäger wurde Spangenberg im Februar 1915 bei Kämpfen an der Westfront leicht verwundet.[88] Im Rang eines Vizefeldwebels wurde er im April 1916 erneut leicht verwundet.[88]

## Zugeteilte Abteilung

### Maschinengewehr-Abteilung Nr. 7
Zur Stärkung der Feuerkraft der Kavalleriedivisionen wurden im Jahr 1900 versuchsweise bespannte Maschinengewehr-Abteilungen aufgestellt. Die Maschinengewehr-Abteilung Nr. 7 wurde folgend in Lübben aufgestellt. Den notwendigen Personalbestand stellten vorerst die Jägerbataillone. Die Abteilung bestand aus dem Abteilungsführer (Hauptmann), drei Offizieren, je einem Oberleutnant und Leutnant als Zugführer, sechs Oberjägern als Gewehrführer und 40 Schützen als Bedienmannschaft der sechs Maschinengewehre. Hinzu kamen noch 26 Mann, die für die Pflege der 60 bis 70 Pferde zuständig waren.
Im Oktober 1902 wurde die Maschinengewehr-Abteilung Nr. 7 dem Brandenburgischen Jäger-Bataillon Nr. 3 etatmäßig zugeteilt. Der Abteilungsführer Hauptmann von Peschke blieb weiterhin dem Bataillonskommandeur des Jägerbataillons unterstellt.
Bis 1913 verblieb die Abteilung in Lübben, um dann nach Paderborn verlegt zu werden. Unter dem Befehl von Hauptmann Graf von Plettenberg kämpfte die Abteilung dann ab August 1914 im Verband der 9. Kavallerie-Division an der Westfront. Die Abteilung wurde am 20. September 1917 aufgelöst und folgend auf das Kürassier-Regiment „von Driesen“ (Westfälisches) Nr. 4 und Thüringisches Ulanen-Regiment Nr. 6 aufgeteilt, wo sie jeweils die 2. Maschinengewehr-Eskadron bildeten.

## Reserve-Verband

### Reserve-Jäger-Bataillon Nr. 3
Das Reserve-Jäger-Bataillon Nr. 3 wurde Anfang August 1914 aufgestellt, befehligt von Hauptmann von Wobeser. Am 11. August 1914 zum Ausmarsch bereit, wurde das Bataillon an die belgische Grenze transportiert. Im Verband der 5. Reserve-Infanterie-Division überschritt das Bataillon am 17. August 1914 die Grenze zu Belgien. Bereits am Folgetag wurden das Bataillon und seine Jäger in die Vergeltungsmaßnahmen im Ort Haccourt-Halembaye verwickelt, wobei über 15 Einwohner zu Tode kamen und zahlreiche Häuser – darunter das Pfarrhaus und die Kirche – zerstört wurden. Nachfolgend war das Bataillon am Vorgehen gegen die Festung Antwerpen beteiligt. Als Nächstes bewährten sich die Jäger in den Verfolgungsgefechten in Flandern und in der folgenden Schlacht an der Yser. Die Kämpfe in Flandern forderten zahlreiche Verluste. Anfang Dezember 1914 wurde das Bataillon dann an die Ostfront verlegt, dort verblieben die Reserve-Jäger bis Ende April 1917. Die Reserve-Jäger kämpften danach auf dem Kriegsschauplatz in Frankreich. Im März 1918 wurden die von Major Graf von der Schulenburg-Lieberose kommandierten Brandenburger Reserve-Jäger dann im Rahmen der deutschen Intervention in Finnland eingesetzt. Dieser letzte größere Einsatz im Verband der Ostsee-Division sollte bis zum Juli 1918 andauern.
Den letzten Einsatz hatte das Reserve-Jäger-Bataillon am 9. November 1918 in Berlin. Die als zuverlässig geltenden Lübbener Reserve-Jäger, die sich in Finnland bewährt hatten, wurden zum Schutz des Regierungsviertels eingesetzt. Am Berliner Schloss gingen sie zusammen mit einigen Panzer-Kraft-Wagen in Stellung.
Die Lübbener Reserve-Jäger und andere Einheiten verweigerten schließlich das gewaltsame Vorgehen gegen die Demonstranten. Später legten die Jäger ihre Koppel ab und entfernten die Reichskokarde von ihren Feldmützen.